# Revolución mexicana
La Revolución mexicana fue un conflicto armado en México que se inició el 20 de noviembre de 1910 y terminó el 5 de febrero de 1917. Los antecedentes del conflicto se remontan a la situación de México bajo la dictadura conocida como el porfiriato. Porfirio Díaz Mori ejerció el poder en el país de manera dictatorial desde 1876 hasta 1911. Durante estos 35 años, México experimentó un notable crecimiento económico y tuvo estabilidad política, pero estos logros se realizaron con altos costos sociales, que pagaron los estratos menos favorecidos de la sociedad y la oposición política al régimen de Díaz. Durante la primera década del siglo XX estallaron varias crisis en diversas esferas de la vida nacional, que reflejaban el creciente descontento de algunos sectores con el porfiriato.
Cuando Porfirio Díaz aseguró en una entrevista que se retiraría al finalizar su mandato sin buscar la reelección, la situación política comenzó a agitarse. La oposición al Gobierno cobró relevancia ante la postura manifestada por Díaz. En ese contexto, Francisco I. Madero realizó diversas giras en el país con miras a formar un partido político que eligiera a sus candidatos en una asamblea nacional y compitiera en las elecciones. Díaz lanzó una nueva candidatura a la presidencia y Madero fue arrestado en San Luis Potosí por sedición. Durante su estancia en la cárcel se llevaron a cabo las elecciones que dieron el triunfo a Díaz.
Madero logró escapar de la prisión estatal y huyó a los Estados Unidos. Desde San Antonio (Texas), el 5 de octubre de 1910, proclamó el Plan de San Luis, que llamaba a tomar las armas contra el Gobierno de Díaz el 20 de noviembre de 1910. El conflicto armado se inició en el norte del país y posteriormente se expandió a otras partes del territorio nacional. Una vez que los sublevados ocuparon Ciudad Juárez (Chihuahua), Porfirio Díaz presentó su renuncia y se exilió en Francia. Lo sucedió Francisco León de la Barra como presidente interino.
En 1911 se realizaron nuevas elecciones en las cuales resultó electo Madero. Desde el comienzo de su mandato tuvo diferencias con otros líderes revolucionarios, que provocaron el levantamiento de Emiliano Zapata y Pascual Orozco contra el Gobierno maderista. En 1913 un movimiento contrarrevolucionario, encabezado por Félix Díaz, Bernardo Reyes y Victoriano Huerta, dio un golpe de Estado. El levantamiento militar, conocido como Decena Trágica, terminó con el asesinato de Madero, su hermano Gustavo y el vicepresidente Pino Suárez. Huerta asumió la presidencia, lo que ocasionó la reacción de varios jefes revolucionarios como Venustiano Carranza y Francisco Villa. Tras poco más de un año de lucha, y después de la ocupación estadounidense de Veracruz, Huerta renunció a la presidencia y huyó del país.
A partir de ese suceso se profundizaron las diferencias entre las facciones que habían luchado contra Huerta, lo que desencadenó nuevos conflictos. Carranza, jefe de la Revolución, de acuerdo con el Plan de Guadalupe, convocó a todas las fuerzas a la Convención de Aguascalientes para nombrar un líder único. En esa reunión Eulalio Gutiérrez fue designado presidente del país, pero las hostilidades reiniciaron cuando Carranza desconoció el acuerdo. Después de derrotar a la Convención, los constitucionalistas pudieron iniciar trabajos para la redacción de una nueva Constitución y llevar a Carranza a la presidencia en 1917. La lucha entre facciones estaba lejos de concluir. En el reacomodo de las fuerzas fueron asesinados los principales jefes revolucionarios: Emiliano Zapata en 1919, Venustiano Carranza en 1920, Francisco Villa en 1923, y Álvaro Obregón en 1928.
Se acepta generalmente que el conflicto terminó el 1 de diciembre de 1920 después de que Álvaro Obregón asumiera la presidencia, que fue la primera presidencia estable desde que comenzó la revolución. Actualmente no existe un consenso sobre cuándo terminó el proceso revolucionario. Algunas fuentes lo sitúan el 5 de febrero de 1917, con la proclamación de la Constitución mexicana, el 1 de diciembre de 1924 con la presidencia de Plutarco Elías Calles o el 17 de julio de 1928 con el asesinato del reelecto presidente Álvaro Obregón. Incluso hay algunas que aseguran que el proceso se extendió hasta los años 1940, como Alfonso Taracena.

## Antecedentes de la Revolución mexicana

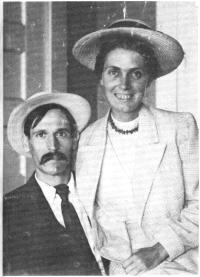
El periodista John Kenneth Turner (aquí, en compañía de su esposa, ca. 1920) vaticinó la Revolución mexicana en su libro México bárbaro.

Porfirio Díaz, un mestizo oaxaqueño que se destacó en los ejércitos liberales combatiendo contra grupos conservadores y que participó en la Intervención Francesa, había asumido la presidencia desde 1876 tras el triunfo de la rebelión de Tuxtepec, y para el final de su séptimo mandato, en 1910, había mantenido una dictadura de 34 años. Durante los últimos años de su gobierno Díaz gozó de poca credibilidad y sus opositores se iban incrementando debido a que se padecieron diversas crisis simultáneas en todos los ámbitos: social, político, económico y cultural.

### Antecedentes económicos, sociales y culturales
Durante la época virreinal muchos pueblos pudieron conservar algunas propiedades comunales, llamadas de forma genérica «ejidos». La ley Lerdo de 1856 declaró baldías las propiedades corporativas, particularmente las de la Iglesia y las comunidades indígenas. Entre 1889 y 1890 el gobierno de Díaz dispuso que las tierras comunales se hicieran parcelables. Los nuevos propietarios, no acostumbrados a la propiedad privada, fueron estafados por particulares o funcionarios. Como resultado mucha de la población indígena se vio sin posesión de tierras y tuvo que emplearse en las haciendas cercanas. Otra serie de leyes de deslinde de los años 1863, 1883 y 1894, en las que una parcela sin su respectivo título podía considerarse como terreno baldío, propició que aquellos que tuvieran los recursos necesarios se hicieran con grandes porciones de tierra. Hacia 1910 menos del 1 % de las familias en México poseían o controlaban cerca del 85 % de las tierras cultivables. Los pueblos, donde se albergaba el 51 % de la población rural, contaban con tan solo pequeñas porciones de tierra y la mayor parte de ella dependían de las haciendas vecinas. Además, las leyes y la situación nacional favorecía a los hacendados, pues eran los únicos con acceso a créditos y a proyectos de irrigación por ejemplo. Por su parte, los pequeños pueblos y agricultores independientes se veían obligados a pagar altísimos impuestos. Esta situación afectó grandemente a la economía agrícola, pues las haciendas tenían grandes porciones sin cultivar y eran menos productivas que las propiedades menores.
Otra de las repercusiones del deslinde de tierras y el fraccionamiento de las tierras comunales indígenas fue que algunos de ellos se rebelaron contra el gobierno. Los conflictos, que tuvieron lugar a finales del siglo XIX y principios del XX, fueron protagonizados por mayas, tsotsiles, coras, huicholes y rarámuris, entre otros. Los conflictos más duraderos fueron los ocurridos en Tijuana, Baja California y Sonora. Ante dichos grupos se tomó una política de deportación, Yucatán y Quintana Roo fueron los principales destinos. En el norte, el gobierno de Díaz tomó contra los yaquis una política de violenta represión y deportación hacia el sur del país. El momento cumbre contra este grupo tuvo lugar en 1908, momento en el cual entre un cuarto y la mitad de su población había sido enviada a las plantaciones de henequén en Yucatán. A la postre, estos grupos étnicos habrían de colaborar con las fuerzas revolucionarias.
A principios del siglo XX comenzó la explotación petrolera en México, aunque las concesiones se dieron a compañías extranjeras como Standard Oil y la Royal Dutch Shell. Este proceso finalmente llevó al país a una transformación industrial. Inversionistas extranjeros, protegidos por el gobierno, invirtieron en industrias y explotación de materias primas, se impulsó la minería y fue modernizada la industria textil, lo que además desarrolló el sistema ferroviario. En 1910, ya existían 24 000 kilómetros de líneas ferroviarias.
Sin embargo, en 1907 se desató una fuerte crisis internacional en Estados Unidos y Europa, que llevó a la disminución de las exportaciones, el encarecimiento de las importaciones y la suspensión de créditos a industriales. La situación desató un fuerte desempleo, además de que disminuyeron los ingresos del resto.
Una sequía que tuvo lugar en 1908 y 1909 afectó la producción agrícola, por lo que se tuvo que importar maíz por un valor de 27 millones de pesos. Esta situación afectó a gran parte de la población, ya que el maíz era parte de la dieta del 85 % de la población.
La consecuente disminución en la actividad económica del país redujo drásticamente los ingresos del gobierno. Se intentó solucionar este problema castigando salarialmente a la burocracia y aumentando los impuestos y la base fiscal, lo que afectó a los miembros de la clase media, tanto urbana como rural, así como a los miembros de la clase alta que no estaban adheridos a «los Científicos», grupo selecto de intelectuales, profesionales y hombres de negocios que compartían las creencias del positivismo y darwinismo social e influían en la política del país.
En términos generales, la crisis económica desacreditó gravemente la imagen presidencial y de su grupo de allegados.

### Antecedentes sociales

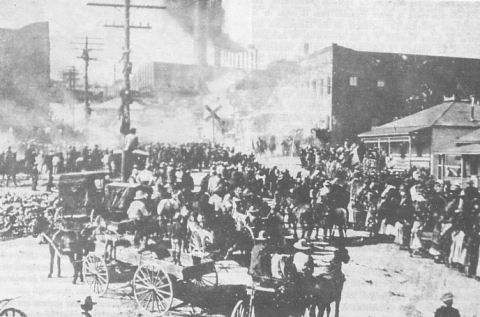
Huelga de Cananea, 1 de julio de 1906

Durante el gobierno de Díaz Mori existían numerosos latifundios, y el 80 % de la población mexicana dependía del salario rural. Además, las tiendas de raya consistían en una práctica común en estos lugares, en los que se otorgaban los salarios de los trabajadores en mercancía. Mediante este sistema se lograba que los trabajadores alcanzaran tal cantidad de crédito, que quedaban endeudados de por vida. Este sistema, junto con prácticas que eran cotidianas como la contratación por engaño o la adjudicación de una deuda inexistente, es conocido como «enganche», sistema que involucraba elementos coercitivos, extraeconómicos y extralegales. La penosa situación de muchos campesinos y grupos indígenas en vísperas de la revolución fue ampliamente denunciada en el libro México bárbaro de John Kenneth Turner.
Las leyes de la nación raras veces se aplicaban dentro de las haciendas, donde los trabajadores eran vistos como esclavos u objetos de propiedad, existiendo prácticamente una especie de feudalismo. En el campo además actuaba el llamado Cuerpo de Rurales, el cual era un grupo policíaco encargado de «resguardar la paz», generalmente a través de métodos brutales. Otra práctica de este grupo era la leva, o reclutamiento obligatorio.
En las ciudades, a partir de 1906 comenzaron a surgir numerosos movimientos obreros —son representativas en este rubro las huelgas de Cananea y Río Blanco—, que habrían de ser reprimidos por el gobierno mediante el uso de la fuerza militar.
Diversos intelectuales lucharon por defender los derechos de la clase obrera, tal como el caso de Lázaro Gutiérrez de Lara, Práxedis G. Guerrero, Juan Sarabia y Ricardo Flores Magón, quien había alentado los movimientos obreros en Cananea y Río Blanco. Uno de los medios de comunicación de esta línea era el periódico Regeneración, surgido en 1900. El movimiento encabezado por estos y otros intelectuales era de naturaleza compleja porque bebía en diversas corrientes de pensamiento, desde la Ilustración hasta el positivismo. Los hermanos Flores Magón llegaron a radicalizarse notablemente después de ser expulsados del territorio mexicano. En 1908 intentaron sublevar al país internándose por el norte, aunque el levantamiento no tuvo mayores repercusiones y ello provocó que decayera su influencia.

### Antecedentes culturales
Desde principios de siglo comenzó a cuestionarse el positivismo, ideología que mantenía el grupo en el poder, lo que llevó al descrédito del darwinismo social. Fue entonces cuando la mayoría mestiza comenzó a reclamar mayor participación en la toma de decisiones, además de que el grupo de «los Científicos» dejó de ser visto como congénitamente superior o el único capaz de dirigir el gobierno.

### Antecedentes políticos

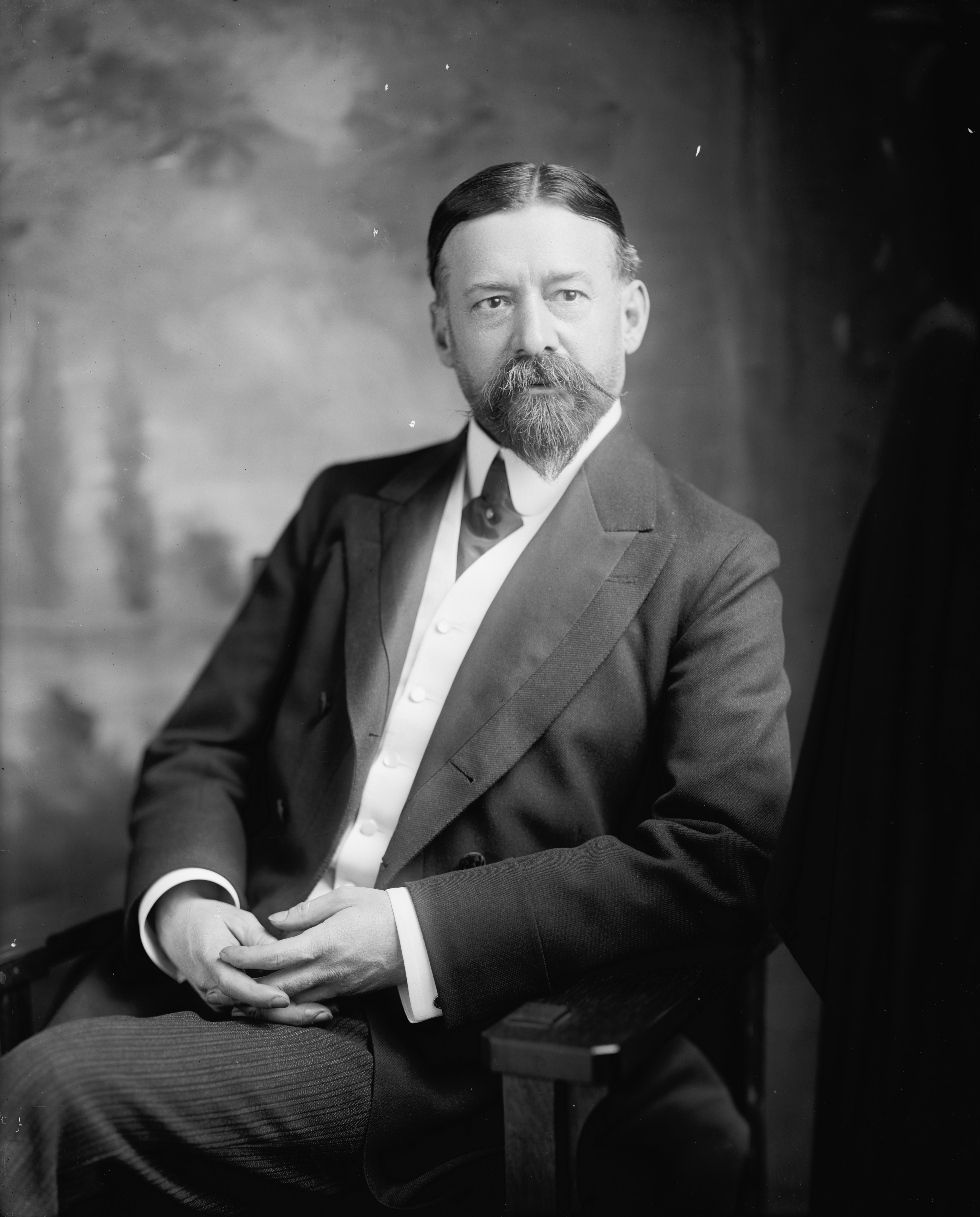
James Creelman, de la Pearson's Magazine, realizó una entrevista al presidente Díaz en 1908 donde este último aseguraba que dejaría la presidencia al finalizar su término.

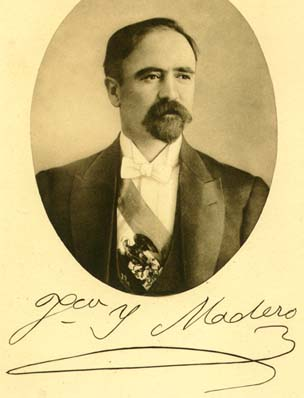
El coahuilense Francisco I. Madero fue cabeza del Partido Nacional Antirreeleccionista y autor del Plan de San Luis, que convocaba a tomar las armas contra el gobierno de Díaz.

El sistema político del gobierno de Díaz sufrió una severa crisis debido al envejecimiento del presidente y su camarilla, conocidos comúnmente como «los Científicos», lo que lo volvió un sistema excluyente al que no tenían acceso las nuevas generaciones. Por otro lado, el sistema político de Díaz se había basado en el equilibrio de poderes entre su grupo cercano y los seguidores de Bernardo Reyes, conocidos como «reyistas», pero debido a la avanzada edad del presidente, la cuestión de la sucesión presidencial cobró más importancia. Así, los científicos redujeron el poder político de los reyistas, quienes pasaron entonces a ser miembros de oposición. Esta decisión además ocasionó concentración de poder político y económico en varias regiones, tales como Chihuahua, Morelos y Yucatán, lo que ocasionó descontento.
En 1908 la situación política del país comenzó a agitarse, al darse a conocer una entrevista que realizó James Creelman, reportero de la Pearson's Magazine, al entonces presidente de México el 18 de febrero de ese año.
En dicha entrevista, Díaz aseguraba:

He esperado con paciencia el día en que el pueblo mexicano estuviera preparado para seleccionar y cambiar su gobierno en cada elección sin el peligro de revoluciones armadas y sin estorbar el progreso del país. Creo que ese día ha llegado.

A partir de ese momento comenzaron a formarse diversos clubes antirreeleccionistas en todo el país. En el estado de Coahuila surgió además el libro La sucesión presidencial en 1910, donde su autor, un hacendado de nombre Francisco I. Madero, hace un análisis de la situación política mexicana y además hace una crítica el gobierno de Díaz, aunque de manera moderada y positiva.
A raíz de la entrevista de Creelman al presidente Díaz, y de la aparición del libro de Madero, surgieron varios partidos políticos, algunos a favor del actual gobierno y otros completamente en contra. Entre ellos se encontraban el Partido Democrático (en el que habían participado entre otros Benito Juárez Maza y Manuel Calero) y los Reyistas (partidarios del general Bernardo Reyes), quienes fundaron el Club de Soberanía Popular, aunque posteriormente el general fue eliminado de la planilla debido a que fue comisionado a Europa en septiembre de 1909.
A final de cuentas, Díaz decidió postularse nuevamente para presidente, junto a Ramón Corral para vicepresidente. Asimismo, en 1909 fue reorganizado el Club Reeleccionista por parte de los miembros de la aristocracia con la finalidad de promover su campaña. Como contrapropuesta surgió el Centro Antirreeleccionista, con Francisco I. Madero como figura central.

#### Francisco I. Madero

Giras de Madero entre 1909 y 1910.

Nacido en Parras, Coahuila, el 30 de octubre de 1873, siendo hijo de un hacendado y nieto de un exgobernador de Coahuila, Francisco I. Madero estudió en Francia por cinco años, cursando estudios de economía y comercio.
Después de las declaraciones de Díaz en la entrevista de Creelman, publicó un libro en el que hizo un análisis de la situación política y al mismo tiempo criticó el gobierno de Díaz. Numerosos exreyistas se sumaron al movimiento antirreeleccionista, lo que le brindó experiencia política e incluso militar al movimiento, además del apoyo de las clases sociales altas, medias y bajas. Algunas figuras importantes que se sumaron a este movimiento fueron Venustiano Carranza, Francisco Vázquez Gómez, Luis Cabrera Lobato y José María Maytorena.
Madero realizó tres giras para promover clubes antirreeleccionistas estatales con miras a celebrar una convención anual en abril de 1910, en la que se constituiría el Partido Nacional Antirreeleccionista y se designarían los candidatos para las próximas elecciones. Madero fue aprehendido por órdenes del juez de Distrito de San Luis Potosí Tomás Ortiz y del general Modelo Zaragoza, jefe de la policía, mientras se encontraba con su esposa en Monterrey, acusado de incitar a la rebelión, por lo que fue trasladado y confinado en la prisión del Estado. Cuarenta y cinco días después fue puesto en libertad bajo fianza, aunque sin la posibilidad de salir del Estado. Durante este mismo periodo se realizaron las elecciones presidenciales.

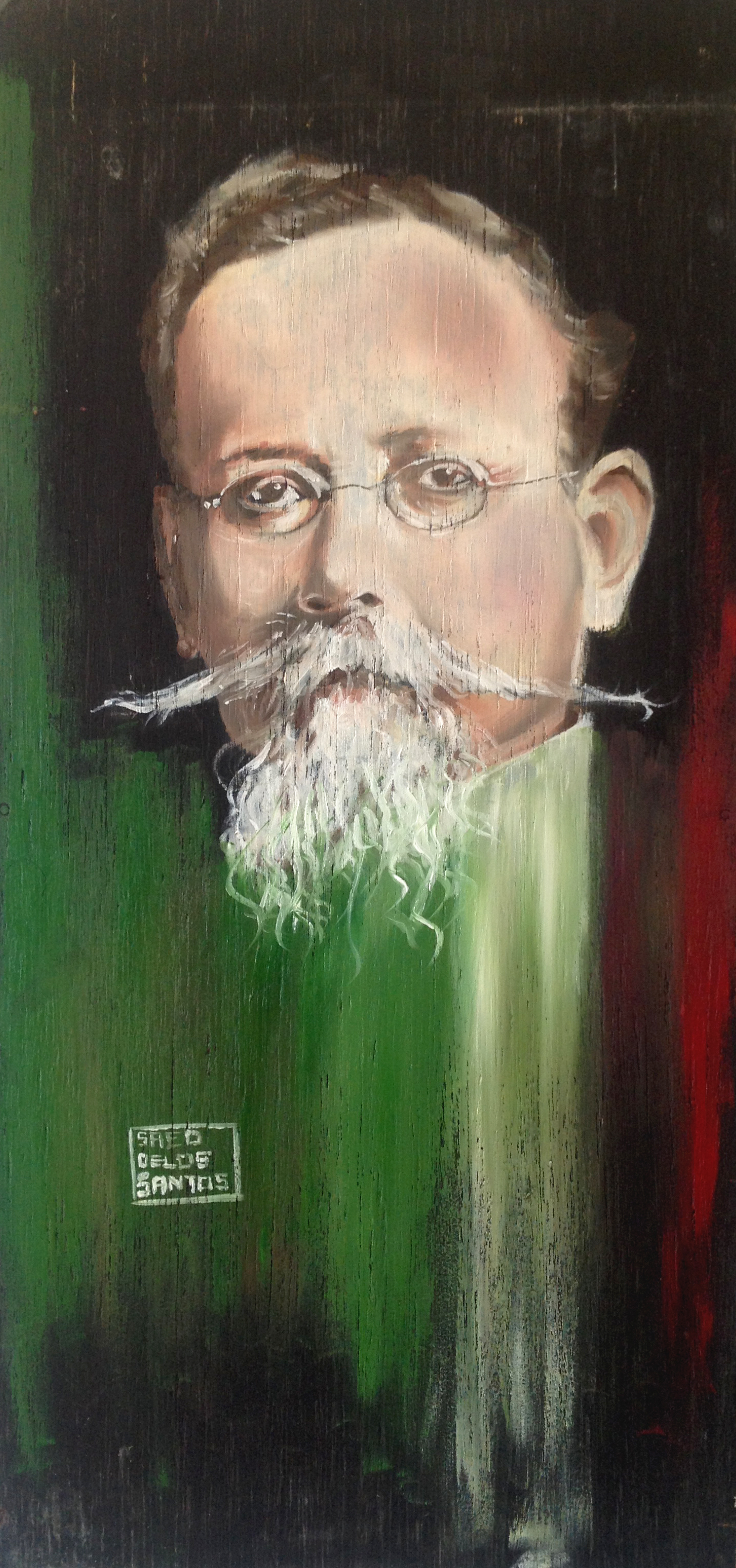
Retrato en óleo de Venustiano Carranza, gobernador de Coahuila.

#### Plan de San Luis
Las elecciones se realizaron el 26 de junio de ese año, resultando electos Díaz y Corral. Durante el mes de septiembre se llevaron a cabo numerosas celebraciones con motivo del centenario de la independencia. Para tal ocasión asistieron embajadores y ministros plenipotenciarios de diversos países que mantenían relaciones internacionales con el país: de España acudió el representante personal de Alfonso XIII el marqués Camilo García de Polavieja, quien llevó el uniforme de José María Morelos y Pavón para entregárselo al gobierno mexicano; por los Estados Unidos asistió el embajador especial Curtiss Guild; concurrieron además Carl Buenz, embajador especial de Alemania; Chan Tin Fang, embajador de China; el mayor general Enrique Loynaz de Cuba; y Paul Lafebre de Francia entre otros.
El 6 de octubre Madero escapó de San Luis Potosí con destino a San Antonio, Texas, donde se reunió con sus familiares y partidarios. Allí redactó junto con un pequeño grupo —entre los que destacaban Juan Sánchez Azcona (ex-reyista) y Roque Estrada— un documento conocido como Plan de San Luis, aunque en realidad el texto apareció fechado el 5 de octubre en San Luis Potosí. El plan convocaba a la lucha armada; declaraba nulas las elecciones para presidente, vicepresidente, magistrados de la Suprema Corte de Justicia de la Nación, y diputados y senadores; se reconocía como presidente provisional y «Jefe de la Revolución» a Madero; y se insistía en reivindicaciones de carácter social para indígenas y obreros. Asimismo, señaló el 20 de noviembre como la fecha en que todos los mexicanos debían levantarse en armas contra el gobierno. Junto con este documento, Madero escribió un manifiesto dirigido al Ejército Federal, en el que se le exhortaba a unirse al movimiento revolucionario.

Conciudadanos:- No vaciléis pues un momento: tomad las armas, arrojad del poder a los usurpadores, recobrad vuestros derechos de hombre libres y recordad que nuestros antepasados nos legaron una herencia de gloria que no podemos mancillar. Sed como ellos fueron: invencibles en la guerra, magnánimos en la victoria.- SUFRAGIO EFECTIVO, NO REELECCIÓN.
 San Luis Potosí, octubre 5 de 1910.- Francisco I. Madero

Aquiles Serdán, político mexicano que había huido hacia Estados Unidos después de las elecciones, recibió el encargo por parte de Madero de organizar la revolución en Puebla, de donde era originario. El 18 de noviembre un grupo de policías acudió a su domicilio, donde guardaban las armas. Aquiles resistió junto a sus hermanos, siendo rodeados por 400 soldados y 100 policías. Al final fue asesinado al salir del sótano de la vivienda en donde se ocultaba.
El día 19 Madero partió de Texas y el 20 cruzó el río Bravo para volver a territorio mexicano, donde lo esperaban algunos exmilitares y algunos pocos voluntarios civiles. Después de algunas escaramuzas de poca importancia, Madero regresó a los Estados Unidos para reorganizar el movimiento, pero evitó dirigirse hacia San Antonio, pues allí se había dictado una orden de aprehensión en su contra. En su lugar, se trasladó a Nueva Orleans.
A pesar de que la muerte de Serdán parecía un fracaso en el intento revolucionario, la lucha armada tuvo respuesta en el occidente de Chihuahua, no por parte de los antirreeleccionistas, sino de la gente del pueblo y zonas rurales. Posteriormente se extendió a los estados vecinos de Sonora, Durango y Coahuila.

## Revolución Maderista

Principales enfrentamientos durante la revolución maderista.

El 14 de noviembre de 1910, Toribio Ortega y Porfirio Ornelas, acompañados de aproximadamente setenta hombres, se adelantaron en la lucha armada debido a que Toribio había sido descubierto y se había ordenado su aprehensión, por lo que se rebelaron contra el gobierno federal en la localidad de Cuchillo Parado, en el estado de Chihuahua, uniéndose posteriormente a otro grupo rebelde maderista.
El 20 de noviembre, fecha señalada para comenzar la Revolución mexicana, tuvieron lugar 13 levantamientos: el primer levantamiento fue en el municipio de Gómez Palacio, Durango, el domingo 20 de noviembre de 1910 un grupo de rebeldes comandados por Jesús Agustín Castro asaltaron el banco de la ciudad y liberaron a los presos de la cárcel municipal invitándolos a formar parte de su causa.
Hubo ocho levantamientos en Chihuahua, uno en Durango, uno en San Luis Potosí y tres en Veracruz, todos principalmente en zonas rurales. 
Dentro de las principales influencias revolucionarias destacaron los movimientos de Pascual Orozco, Francisco Villa y José de la Luz Blanco en Chihuahua; José María Maytorena, Cesáreo Castro y los hermanos Gutiérrez Ortiz en Coahuila; los hermanos Figueroa Mata en Guerrero; y Emiliano Zapata, Pablo Torres Burgos y Rafael Merino en Morelos.
El primer encuentro entre revolucionarios y tropas federales tuvo lugar el 21 de noviembre en Ciudad Guerrero, Chihuahua, donde las huestes de Pascual Orozco, seguidor de Abraham González, se enfrentaron contra el tercer regimiento caballería, al mando del capitán Salvador Ormachea. Orozco finalmente se apoderó de la ciudad el 30 de noviembre y partió hacia Pedernales, donde derrotó a las tropas federales. Para finales de ese mes, la lucha se había extendido a siete estados de la república.
El 15 de diciembre de 1910, Francisco Villa fue desalojado de San Andrés por tropas federales al mando del teniente coronel Agustín Martínez. Posteriormente enfrentó al general Navarro y decidió retirarse a Parral.
Díaz tomó el control el ejército federal desde la capital y ordenó al general Navarro retomar Ciudad Guerrero con ayuda del 20.º batallón de infantería. Los revolucionarios y federales se enfrentaron en el cañón Mal Paso, donde los seguidores maderistas tuvieron que retirarse después de seis horas de combate. Un par de días después, tras cuatro horas y media de lucha, lograron vencer los revolucionarios. Díaz ordenó que se reforzaran las tropas de Navarro, quien entró a Ciudad Guerrero el 6 de enero sin combatir, pues la ciudad había sido abandonada.
En Zacatecas, Luis Moya se levantó en armas, venciendo posteriormente a las tropas federales en Aguaje, Durango. Poco después tomó la plaza de San Juan de Guadalupe, en ese mismo estado. Salvador Alvarado y Juan G. Cabral tomaron las armas en el estado de Sonora, ocupando los poblados de Cuquiarachi, Fronteras y Bacoachi. Severiano Talamantes, por su parte, hizo lo mismo en Sahuaripa, mientras que Praxedis Guerrero se sublevó en Janos, en el estado de Chihuahua, pero fue muerto por las tropas federales.

### Madero regresa al país
Internándose en Zaragoza, al sureste de Ciudad Juárez, el 14 de febrero de 1911, Madero decidió regresar a México acompañado de algunos seguidores, colaboradores y de su hermano Gustavo, con el propósito de asumir el liderazgo del movimiento armado, mejorar su organización y permitirles poder atacar poblaciones de mayor tamaño. El 6 de marzo, Madero, al frente de unos 800 irregulares, decidió atacar Casas Grandes, Chihuahua, pero fue derrotado por el 18.º batallón de infantería al mando del coronel Agustín A. Valdez. Durante el combate, resultó herido en un brazo. Paralelamente surgieron más movimientos en el país, como en los estados de Guerrero y Morelos, extendiéndose el conflicto prácticamente a todo el territorio mexicano.
Madero se retiró para reorganizar sus fuerzas y recibió el apoyo de Pascual Orozco y Francisco Villa, quienes operaban en Chihuahua. Con poco más de 1500 soldados, quiso atacar la capital del estado, pero posteriormente decidió invadir Ciudad Juárez, ciudad fronteriza con los Estados Unidos.
Ante la situación, Porfirio Díaz tomó varias medidas desesperadas como suspender las garantías individuales. Además, ante la noticia de que los Estados Unidos estaban reuniendo su ejército en la frontera, intentó negociar un acuerdo de paz.
Es importante recalcar que el movimiento antirreeleccionista se transformó durante el proceso militar: de oposición derivó en rebelión, por lo que el movimiento urbano de la clase media se convirtió en una lucha popular y rural, con nuevos líderes dispuestos a la lucha armada que no habían participado en el movimiento que rechazaba la reelección de Porfirio Díaz, como Pascual Orozco —arriero y comerciante—, Pancho Villa —que había sido bandolero además de realizar una gran variedad de oficios y trabajos— o Emiliano Zapata —domador de potros que encabezaba reclamos agrarios en Anenecuilco—. Al movimiento se habían unido rancheros del norte del país, vaqueros, ferrocarrileros, mineros, obreros, artesanos, profesores rurales, rancheros sureños, entre otros, los cuales eran poco afines a la figura de Madero. Por estos motivos, este último quiso dar por terminada la lucha prematuramente.

### Conversaciones entre maderistas y el gobierno

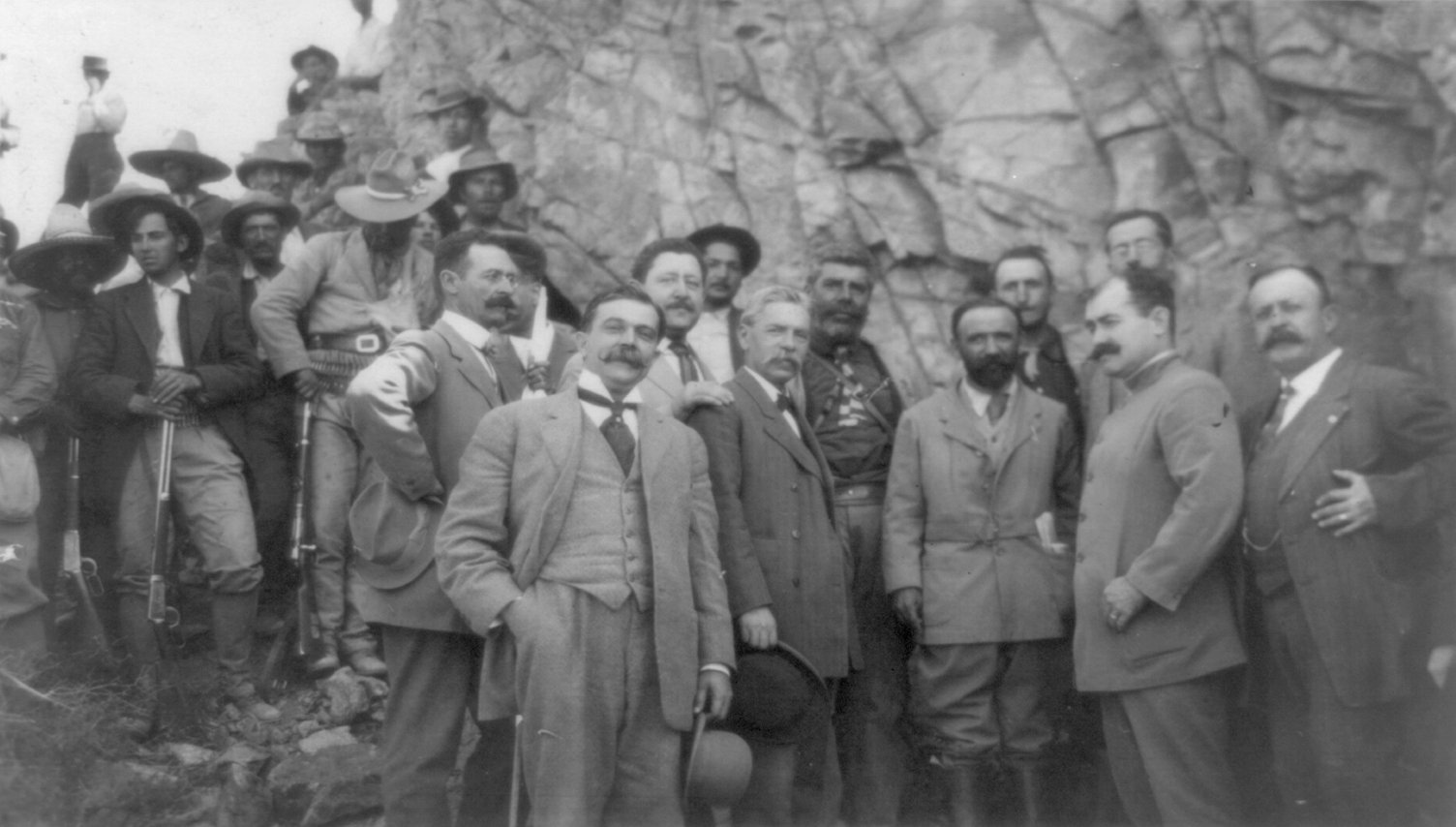
Francisco I. Madero y líderes revolucionarios. 24 de abril de 1911.

El padre de Madero y su hermano Gustavo se reunieron con José Ives Limantour, ministro de Hacienda y Crédito Público, en Nueva York. Durante el encuentro le entregaron una propuesta de la Junta Revolucionaria, en donde se pedía al gobierno la adopción de la no reelección, la renuncia del vicepresidente Corral, la democratización del gobierno y que se garantizara la libertad política.
A su regreso a la capital, Limantour convenció a Díaz de efectuar cambios en su gabinete, por lo que todos, a excepción de dos funcionarios, fueron reemplazados. Además, Díaz envió al Congreso una iniciativa de ley para prohibir la reelección. Dichos cambios resultaron insuficientes para Madero, quien siguió insistiendo en la renuncia de Díaz y Corral.
Las negociaciones entre maderistas y el gobierno continuaron, tratando de llegar a un arreglo en el que Díaz siguiera en el poder. Representantes del porfirismo ofrecieron incluso la renuncia de Corral, la facultad a los maderistas de nombrar cuatro ministros del gabinete y catorce gobernadores. Aunque Madero estaba dispuesto a aceptar, sus colaboradores se opusieron, por lo que al final se rompieron las negociaciones.
Desde el 11 de abril, Madero y sus tropas establecieron un cuartel general cerca de Ciudad Juárez, en los márgenes del río Bravo, pactándose más tarde un armisticio.
El 7 de mayo, el presidente Díaz declaró en el diario La Nación el siguiente manifiesto:

Mexicanos:

La rebelión iniciada en Chihuahua en noviembre del año pasado y que paulatinamente ha ido extendiéndose, hizo que el gobierno que presido acudiese, como era de su estricto deber, a combatir en el orden militar el movimiento armado[...]
Algunos ciudadanos patriotas y de buena voluntad ofreciéronse espontáneamente a servir de mediadores con los jefes rebeldes; y aunque el gobierno creyó no deber iniciar negociación alguna, porque habría sido desconocer los títulos legítimos de su autoridad, dio oídos a las palabras de paz, manifestando que escucharía las proposiciones que se le presentaran.
El resultado de esa iniciativa privada fue[...] que se concertara una suspensión de hostilidades entre el General Comandante de las fuerzas federales en Ciudad Juárez y los jefes alzados en armas que operan en aquella región, para que durante la tregua conociera el gobierno las condiciones o bases a que había de sujetarse el restablecimiento del orden[...]
La buena voluntad del gobierno y su deseo manifiesto de hacer concesiones amplias y de dar garantías eficaces de la oportuna ejecución de sus propósitos, fueron interpretados, sin duda, por los jefes rebeldes como debilidad o poca fe en la justicia[...] ello es que las negociaciones fracasaron por la exorbitancia de la demanda previa [...]
Por último, hacer depender la presidencia de la República[...] de la voluntad o del deseo de un grupo más o menos numeroso de hombres armados, no es, por cierto, restablecer la paz[...]
El Presidente de la República[...] se retirará, sí, del poder, cuando su conciencia le diga que al retirarse, no entrega el país a la anarquía y lo hará en la forma decorosa[...]

El fracaso de las negociaciones de paz tal vez traerá consigo la renovación y la recrudescencia en la actividad revolucionaria.
Manifiesto de Porfirio Díaz en La Nación, 7 de mayo de 1911.

Como resultado al día siguiente se reanudaron las hostilidades, desde las trincheras de un bando hacia otro.

### Toma de Ciudad Juárez

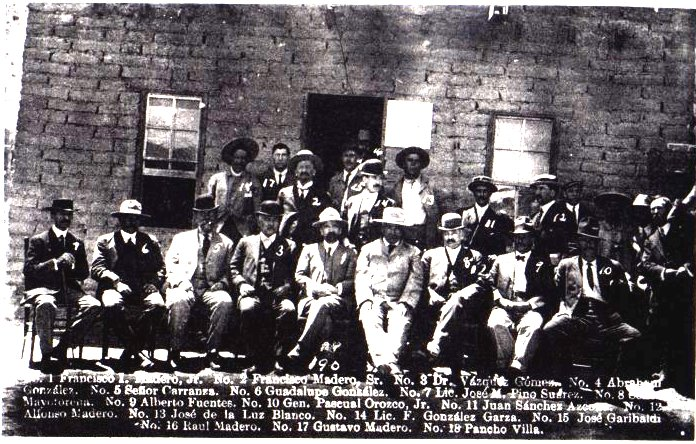
Fotografía de los vencedores de la Toma de Ciudad Juárez.

Ciudad Juárez era defendida por el general Juan Navarro y el coronel de infantería Manuel Tamborrell, quienes estaban a cargo de las tropas y de la guarnición respectivamente. Los revolucionarios, liderados por Orozco y Villa, desobedeciendo las órdenes de Madero, atacaron la guarnición de Ciudad Juárez los días 8 y 9 de mayo y logrando penetrar sus trincheras. Infructuosamente, Madero intentó detener la embestida, pero más rebeldes se unieron paulatinamente a la transgresión, por lo que finalmente decidió dar la orden al resto de sus hombres de proseguir el asalto.
Las tropas revolucionarias finalmente tomaron la plaza el día 10, obligando al general Navarro a capitular. Entonces, Madero, de acuerdo con el Plan de San Luis, fue nombrado presidente provisional y constituyó su Consejo de Estado, en el que incluía entre otros a Venustiano Carranza, su hermano Gustavo y José María Pino Suárez.
El 17 de mayo se firmó un armisticio de cinco días aplicable a toda la República mexicana. Al término de este, se firmó un tratado de paz en dicha ciudad, lo que dio fin a la revolución maderista.

#### Tratados de Ciudad Juárez

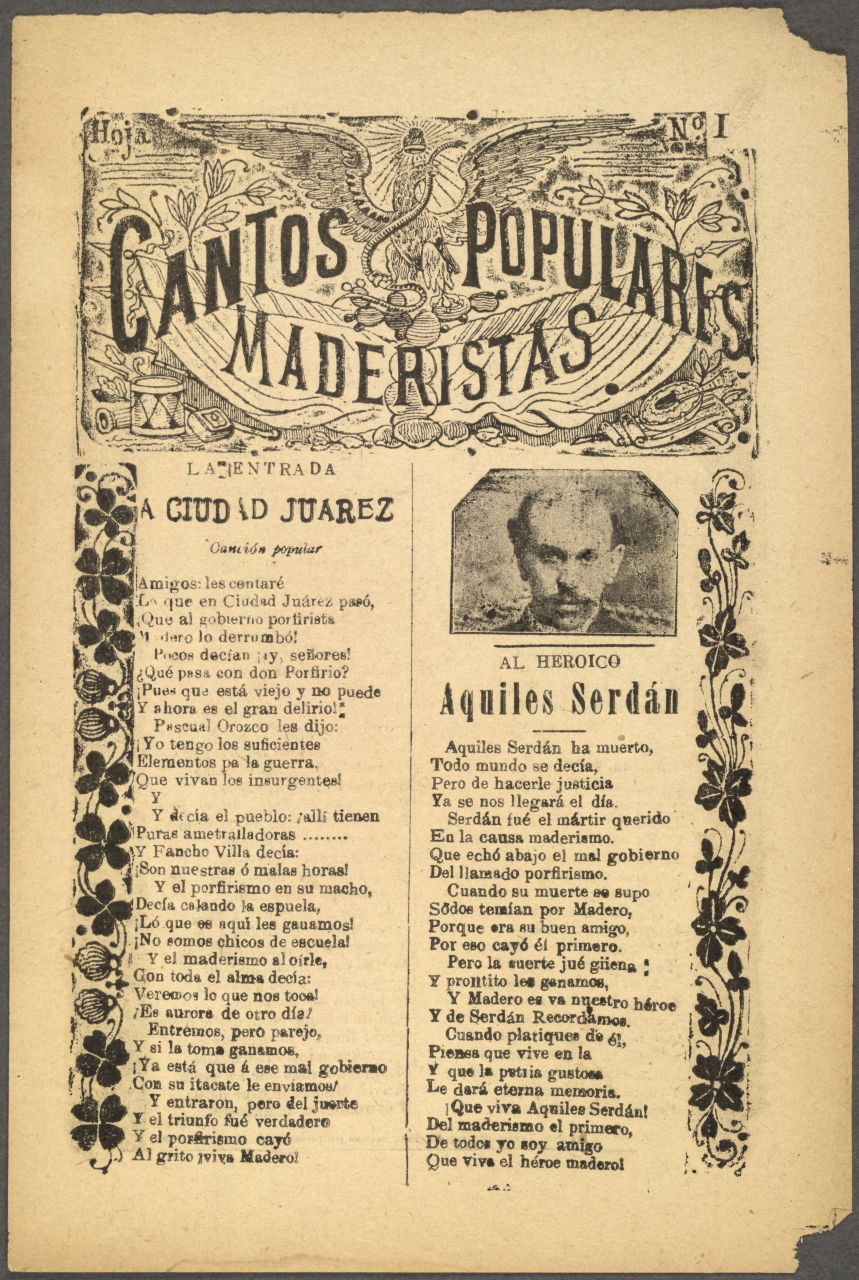
Copia de cantos populares de la época en favor del maderismo. Se muestra la letra de una canción relatando la Toma de Ciudad Juárez.

El día 21 de ese mes se firmó en esa misma ciudad un documento conocido como Tratados de Ciudad Juárez, el cual establecía lo siguiente:

En Ciudad Juárez, a los 21 días del mes de mayo de 1911, reunidos en el edificio de la Aduana Fronteriza los señores: licenciado Francisco S. Carvajal, representante del gobierno del señor general don Porfirio Díaz; doctor Francisco Vázquez Gómez, Francisco Madero padre y licenciado José María Pino Suárez, como representantes los tres últimos de la Revolución, para tratar de hacer cesar las hostilidades en todo el territorio nacional, y considerando:
1. Que el señor general Porfirio Díaz ha manifestado su resolución de renunciar a la presidencia de la República antes de que termine el mes en curso.
2. [...]que el señor Ramón Corral renunciará igualmente a la vicepresidencia[...]
3. Que [...] el señor Francisco León de la Barra [...] se encargará interinamente del Poder Ejecutivo de la nación y convocará a elecciones [...]
4. Que el nuevo gobierno [...] acordará lo conducente a las indemnizaciones por los perjuicios causados directamente por la Revolución [...]

Único: Desde hoy cesarán en todo el territorio de la República las hostilidades que han existido entre las fuerzas del general Díaz y las de la Revolución, debiendo éstas estar licenciadas a medida[...] se vayan dando los pasos necesarios para restablecer y garantizar la paz y el orden público.
Tratados de Ciudad Juárez, 21 de mayo de 1911.

### Renuncia de Díaz
El día 25 de mayo, Porfirio Díaz se presentó en la Cámara de Diputados para entregar su renuncia ante el pleno, mediante un documento en el que declaraba:

A los CC. Secretarios de la H. Cámara de Diputados.

Presente.

El Pueblo mexicano, ese pueblo que tan generosamente me ha colmado de honores, que me proclamó su caudillo durante la guerra de Intervención[...] se ha insurreccionado en bandas milenarias armadas, manifestando que mi presencia en el ejercicio del Supremo Poder Ejecutivo, es causa de su insurrección.

No conozco hecho alguno imputable a mí que motivara ese fenómeno social; pero permitiendo, sin conceder, que pueda ser culpable inconsciente, esa posibilidad hace de mi persona la menos apropósito para raciocinar y decir sobre mi propia culpabilidad.

En tal concepto[...] (v)engo ante la Suprema Representación de la Nación a dimitir sin reserva el encargo de Presidente Constitucional de la República[...]

Porfirio Díaz, el 25 de mayo de 1911.

El 31 de mayo, Díaz abordó en el puerto de Veracruz el barco de vapor Ipiranga con rumbo a Europa, donde permaneció en el exilio hasta el 2 de julio de 1915, fecha en que falleció.

### Interinato de León de la Barra

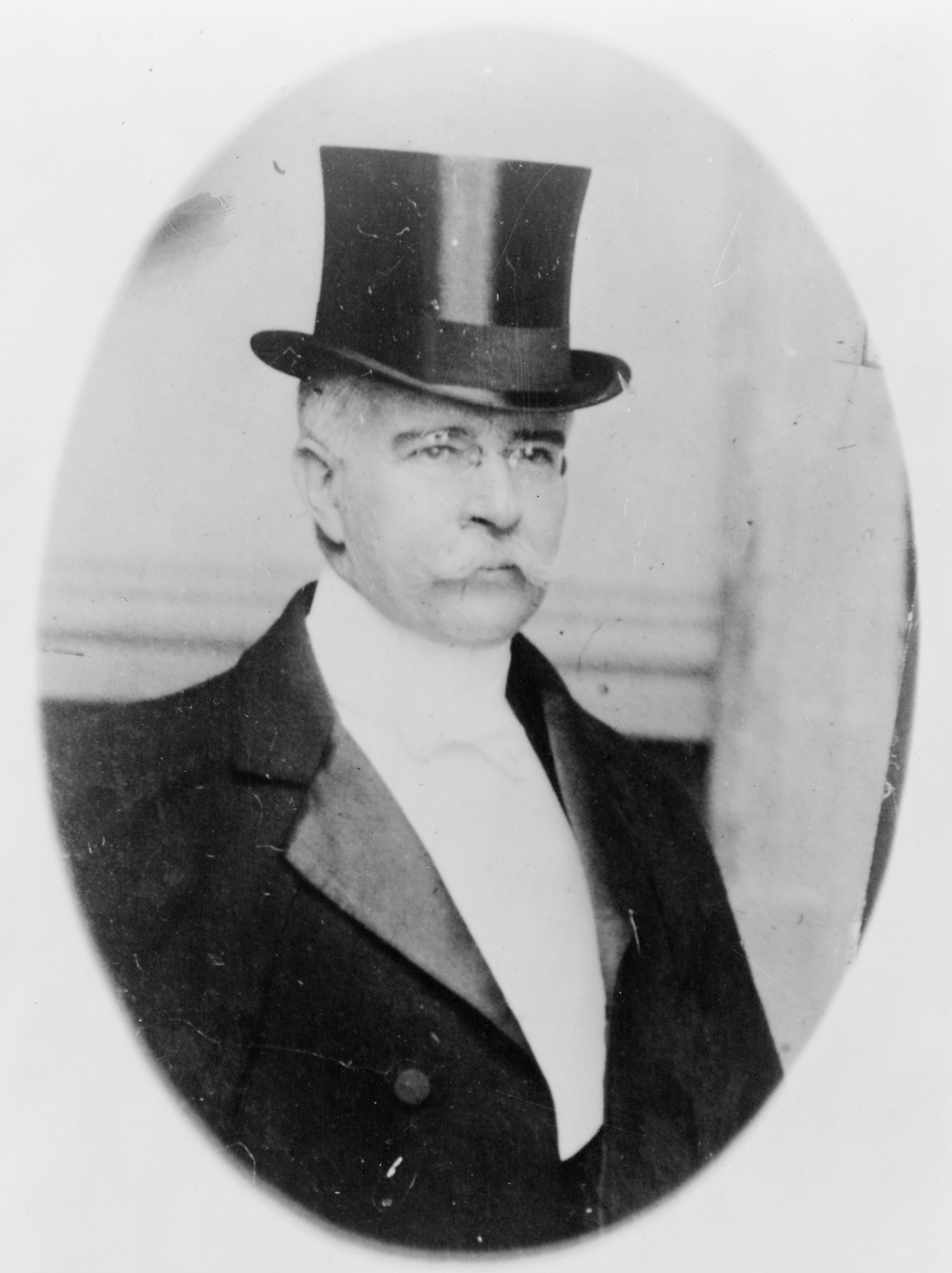
Francisco León de la Barra asumió la presidencia interina tras la renuncia de Porfirio Díaz.

Las renuncias tanto del presidente como del vicepresidente dieron lugar a que el entonces secretario de Relaciones Exteriores, Francisco León de la Barra, tomara posesión de la presidencia el mismo 25 de mayo de forma interina, manteniéndose en el poder alrededor de seis meses.
De la Barra formó un gabinete plural en el que se incluyeron porfiristas, maderistas e independientes, lo cual ocasionó una grave crisis política, acrecentada con la actitud que tomó Madero frente a los grupos revolucionarios, lo cual causó severas brechas. Durante el interinato, De la Barra y Madero protagonizaron un constante antagonismo.

#### Conflicto con el Zapatismo
Auspiciado en los Tratados de Ciudad Juárez, León de la Barra intentó acelerar el proceso de licenciamiento de las tropas revolucionarias. Se calcula que de los 60 000 rebeldes, solo 16 000 se organizaron en nuevos cuerpos de Rurales, regresando la mayoría a la vida cotidiana. El mayor opositor del desarme y desmovilización de las tropas fue Emiliano Zapata, quien pedía que primero se cumpliera lo prometido por Madero en el Plan de San Luis en lo concerniente a restitución de tierras. Ante esta situación, Madero se encontró en medio de la postura del presidente interino, la cual era apoyada por los hacendados del estado de Morelos, y las reclamaciones de las tropas revolucionarias, que pedían que se cumpliera lo prometido.
Intentando conciliar, Madero se reunió con Zapata en Cuautla el 18 de agosto de 1911, donde se comprometió a resolver el problema agrario a cambio de que las tropas zapatistas fueran licenciadas. Además, le pidió que confiara en las negociaciones con el gobierno. Al principio, De la Barra pareció estar de acuerdo con las peticiones de Zapata, pero en lugar de continuar las conversaciones ordenó al general Victoriano Huerta, quien se encontraba en el mismo estado de Morelos, que reprimiera por la fuerza el movimiento zapatista. Madero tuvo que salir huyendo de vuelta a la Ciudad de México mientras que Zapata y algunos pocos de sus hombres se replegaron hacia las sierras de Puebla y Guerrero. Poco después, Zapata realizó un manifiesto dirigido al pueblo de Morelos, en el que acusó a los «traidores científicos» de querer retomar el poder mientras que, por otra parte, exculpó a Madero. Adicionalmente, proclamó la existencia del Ejército Libertador del Sur.

#### Divisionismo dentro del movimiento
Durante el interinato, Bernardo Reyes regresó al país, asegurando que tenía interés de unirse a la «revolución legalizada». En una reunión sostenida por Reyes, de la Barra y Madero, este último le ofreció a Reyes el ministerio de Guerra, aunque, ante el descontento de los revolucionarios, el ofrecimiento se rompió.
Otro conflicto se suscitó con los hermanos Vázquez Gómez. Uno de ellos, Emilio Vázquez Gómez, ejercía como ministro de Gobernación y abogaba por no licenciar las tropas revolucionarias, por lo que su relación con de la Barra no era cordial. El presidente le pidió a Madero que solicitara su renuncia, la cual se hizo efectiva el 1 de agosto. Tres semanas después se promulgó el Plan de Texcoco, firmado por Andrés Molina Enríquez, el cual desconocía el gobierno del presidente de la Barra y llamaba a continuar la lucha armada. Como consecuencia, Molina fue conducido a prisión.
Además, el 31 de octubre de 1911 fue proclamado el Plan de Tacubaya, firmado por Paulino Martínez, periodista de oposición y quien posteriormente se convirtió en ideólogo del zapatismo. En dicho documento se aseguraba que el «Jefe de la Revolución» había traicionado sus propios principios asentados en el Plan de San Luis, y lo acusaba de rodearse de miembros del antiguo régimen.

#### Elecciones presidenciales
En medio de dichos conflictos se comenzó a preparar la próxima elección. Madero formó el Partido Constitucional Progresista, basado en el Antirreeleccionista y el Plan de San Luis, el cual presentaba como fórmula a Madero en la presidencia y José María Pino Suárez para la vicepresidencia. El rompimiento para estas elecciones con Vázquez Gómez, quien había sido su compañero de fórmula en las elecciones pasadas, provocó el distanciamiento de muchos ex-reyistas, experimentados en la política nacional.
El Partido Nacional Católico, fundado el 3 de mayo de 1911, presentó a Madero para la presidencia y de la Barra a la vicepresidencia. El partido reyista por su parte proponía a Bernardo Reyes para la presidencia, y el Partido Liberal Puro proponía a Emilio Vázquez Gómez.
Las elecciones se realizaron en el mes de octubre, resultando ganadores Francisco I. Madero a la presidencia (con el 99 % de los votos) y José María Pino Suárez a la vicepresidencia, dando inicio su mandato el 6 de noviembre.

## Presidencia de Madero (1911-1913)
Durante este periodo de transición, el 27 de noviembre de 1911 se modificó la Constitución Mexicana en sus artículos 78 y 109, prohibiendo así las reelecciones del presidente y vicepresidente, aunque este último podía postularse en el período inmediato. Además, en diciembre de 1911 se formuló la ley electoral, misma que fue reformada en mayo de 1912. La instauración de dicha ley tenía como finalidad ampliar la libertad electoral, limitar la intervención estatal en las elecciones y expandir el universo de electores, buscando una mayor igualdad electoral.
Durante el mandato de Madero se transformó casi en su totalidad la pirámide del poder: llegaron nuevos gobernadores, muy diferentes a los que habían participado en el gobierno de Díaz, además de que viejos jefes políticos se vieron desplazados por un nuevo aparato gubernativo dominado por las clases medias, aunque obreros y campesinos siguieron relegados de los procesos políticos.

### Plan de Ayala
Emiliano Zapata proclamó el Plan de Ayala, documento que desconocía el gobierno maderista.
Dos días después de la toma de posesión de Madero, el presidente envió un representante a Morelos pidiendo que Zapata licenciara sus tropas. Zapata puso como condiciones que el gobernador del Estado Ambrosio Figueroa fuera removido del cargo, el retiro de las tropas federales, indulto y salvoconducto para los integrantes de su ejército y el establecimiento de una ley agraria que mejorara la calidad de vida en el campo. Madero rechazó las condiciones y envió al ejército a Villa de Ayala, donde establecieron un cerco y abrieron fuego con la intención de terminar con el movimiento. Zapata y sus hombres lograron huir al estado de Puebla, y el 28 de noviembre dieron a conocer el Plan de Ayala, documento redactado por Otilio Montaño y firmado por elementos del Ejército Libertador del Sur. En dicho documento se acusó a Madero de haber impuesto al vicepresidente y los gobernadores de los estados en contra de la voluntad popular, se le acusaba de dictador y estar «en contubernio escandaloso con el partido científico, hacendados feudales y caciques opresores enemigos de la revolución». Además se reconocía como «Jefe de la Revolución» a Pascual Orozco y, en caso de que este no aceptara, quedaría como jefe Emiliano Zapata.
Al enterarse del Plan de Ayala, el presidente Madero redobló los esfuerzos por terminar con el movimiento sin conseguirlo, lo que al mismo tiempo lo llevó a una mayor enemistad con los hacendados.
A lo largo de 1912 la lucha entre zapatistas y el gobierno fue de reducida intensidad, entre pocos y pequeños grupos rebeldes zapatistas y las tropas del general Felipe Ángeles, quien había recibido instrucciones de Madero de que la lucha no fuera excesivamente violenta.

### Levantamiento de Pascual Orozco
Desde el momento en que Pascual Orozco desobedeció las órdenes de Madero y se dirigió a atacar Ciudad Juárez se rompieron las relaciones entre estos dos personajes. La situación se agravó cuando no fue elegido para formar parte del gabinete del gobierno provisional formado tras la firma de los Tratados de Ciudad Juárez y cuando durante las elecciones a gobernador de Chihuahua, Orozco perdió frente al candidato que Madero apoyaba, Abraham González.
En marzo de 1912 Orozco desconoció el gobierno de Madero y llamó a levantarse en armas contra él por medio del Plan de la Empacadora. Su movimiento logró convocar a las clases populares, media y alta, además de que cobró fuerza después de derrotar a José González Salas y después a Villa. Victoriano Huerta fue encomendado por el gobierno maderista para sofocar la rebelión. Después de vencer al orozquismo se convirtió en héroe nacional, ganándose además la confianza del presidente.

### Movimientos contrarrevolucionarios

#### Rebeliones de Bernardo Reyes y Félix Díaz

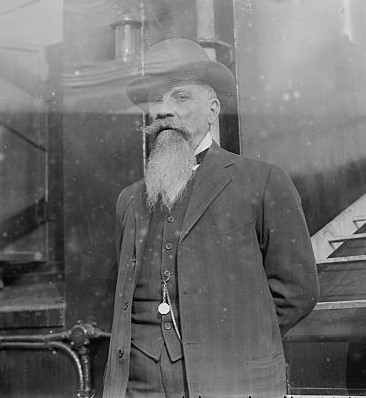
El general Bernardo Reyes convocó a un levantamiento armado. Ante el fracaso se entregó y fue encarcelado en Ciudad de México.

Bernardo Reyes había intentando competir en las elecciones para presidente en 1911, pero ante las amenazas de los maderistas decidió salir del país y desde San Antonio, Texas, lanzó el Plan de la Soledad en noviembre de 1911, el cual buscaba desconocer el gobierno de Madero. Regresó a México el 5 de diciembre pero se encontró con que sus seguidores habían desertado, por lo que terminó entregándose ante las autoridades federales. Fue encarcelado en la prisión de Santiago Tlatelolco y posteriormente juzgado por un tribunal de guerra acusado de sedición. Dicho tribunal lo encontró culpable, por lo que lo destinó a una corte marcial.
En el estado de Veracruz, Félix Díaz, sobrino de Porfirio, se levantó en armas el 16 de octubre de 1912 seguido de algunos militares de la zona. Sin embargo, el movimiento no tuvo la repercusión esperada y a los pocos días fue derrotado por tropas federales. El 23 de octubre fue capturado y remitido a Ciudad de México, donde fue encarcelado. Fue sometido a una corte de guerra, que lo sentenció a muerte. A pesar de ello, bajo presiones de miembros de la Suprema Corte (porfiristas), la pena se le conmutó por prisión perpetua.

#### Intervención del embajador Wilson

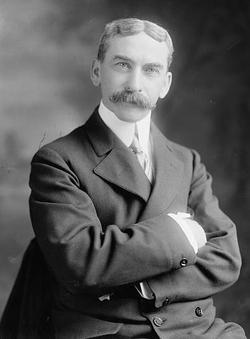
El embajador estadounidense en México, Henry Lane Wilson, se involucró en la política nacional mexicana.

El embajador estadounidense en el país durante el gobierno de Madero fue Henry Lane Wilson, quien, enemistado con Madero, intervino en la política nacional para derrocarlo. Wilson tuvo varias fricciones con el gobierno mexicano porque este no había favorecido los intereses comerciales de inversionistas estadounidenses, sino que, al contrario, proclamó una serie de medidas nacionalistas que los afectaban. Por ejemplo, una nueva legislación ferroviaria ocasionó que aquellos trabajadores estadounidenses que no supieran español fueran reemplazados por trabajadores mexicanos. Además, una nueva legislación respecto a la explotación petrolera en el país obligaba a los extranjeros a pagar impuestos.
Wilson se encargó entonces de acrecentar las fricciones entre ambos países enviando a su gobierno informes alarmistas sobre la situación del país, por lo que el gobierno de Estados Unidos exigió que se salvaguardara la integridad de sus ciudadanos radicados en México y que se garantizaran las inversiones realizadas.

### La Decena Trágica

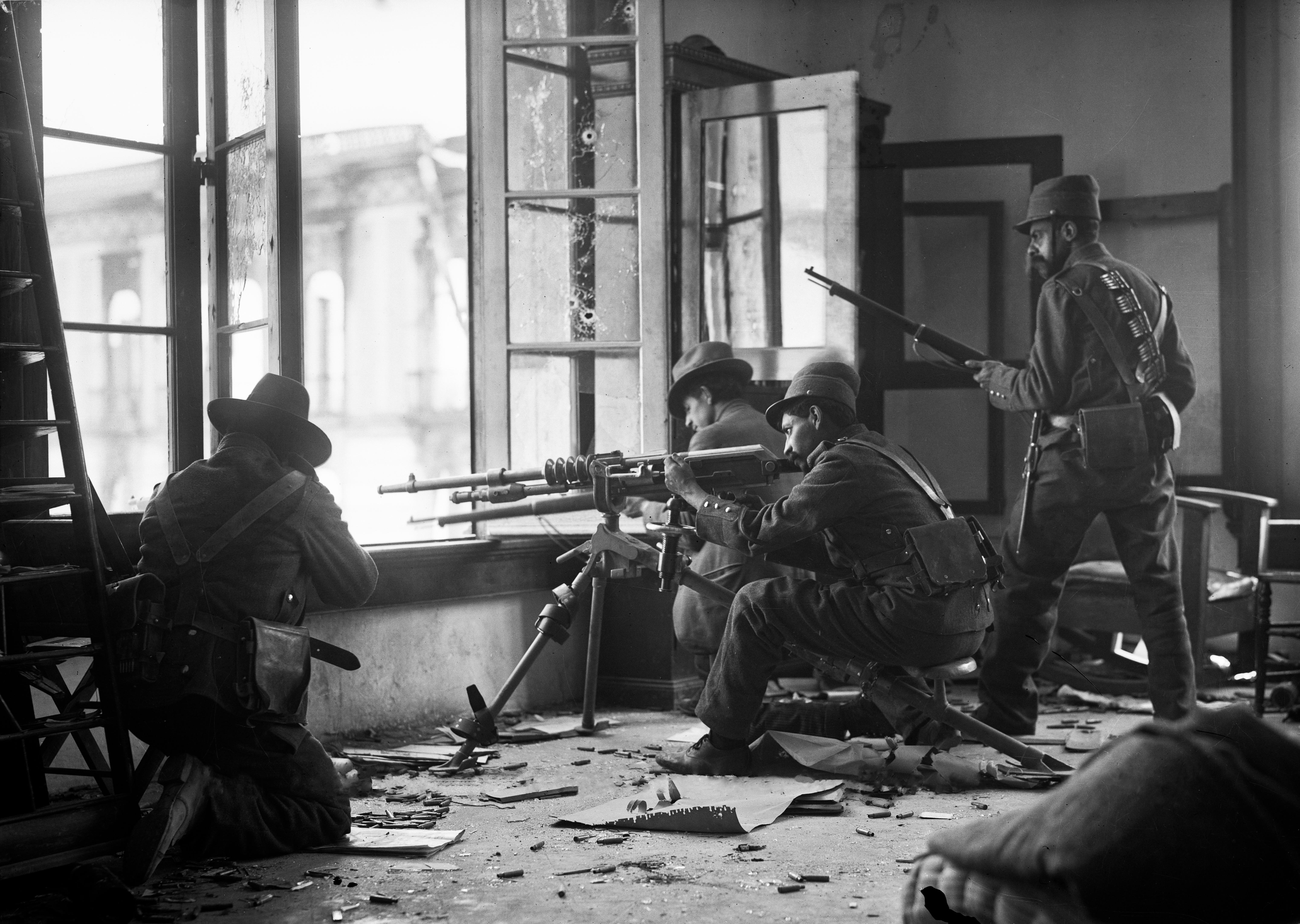
Soldados sublevados durante la Decena Trágica.

Desde mediados de 1912 se había estado gestando una conspiración en la que participaron Rodolfo Reyes, hijo de Bernardo, y los generales Manuel Mondragón, representante de Félix Díaz, y Gregorio Ruiz.
El día 9 de febrero se inició el golpe de Estado que se consumó en diez días, por lo que es conocido tal acontecimiento como «Decena Trágica». Durante esa jornada se rebelaron los alumnos de la Escuela de Aspirantes de Tlalpan y una tropa del cuartel de Tacubaya. Marcharon en dos columnas: una hacia Tlatelolco y otra hacia Lecumberri, con la finalidad de liberar tanto al general Bernardo Reyes como a Félix Díaz.

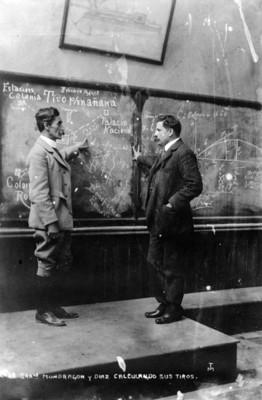
Manuel Mondragón y Félix Díaz planeando el ataque al Palacio Nacional desde La Ciudadela.

Después de ser liberado, Reyes se dirigió hacia el Zócalo de la Ciudad de México, donde buscaba que la guarnición del Palacio Nacional lo secundara. Sin embargo, el general Lauro Villar, jefe de la plaza, ordenó el fuego, muriendo Reyes en el lugar. Félix Díaz, por su parte, se dirigió a la plaza de La Ciudadela, lugar donde estableció su cuartel. Mientras tanto, Madero salió de la entonces residencia oficial presidencial, el castillo de Chapultepec, y se dirigió a Palacio Nacional, donde relevó al general Villar, que había resultado herido durante el combate con Reyes, y encargó a Victoriano Huerta que sofocara la rebelión mientras él salía a entrevistarse con Felipe Ángeles en Cuernavaca.
Madero regresó confiado a la capital acompañado del general Ángeles y Guillermo Rubio Navarrete, que se había trasladado desde Querétaro. Huerta se encargó de retrasar y entorpecer los ataques, por lo que Gustavo Madero lo mandó aprehender. El 17 de febrero, Huerta recusó los cargos de Gustavo, reafirmando su lealtad a Francisco I. Madero. Este ordenó su liberación, recriminando a su hermano por impulsivo. Al día siguiente Huerta y Félix Díaz firmaron el llamado Pacto de la Ciudadela, conocido también como Pacto de la Embajada debido a que fue firmado en la embajada estadounidense en presencia de Henry Lane Wilson. El pacto establecía el compromiso de Huerta de apresar al presidente y disolver el Ejecutivo para tomar la presidencia de la República de forma provisional, a fin de que, llegadas las elecciones, Félix Díaz fuera nombrado presidente.

En la Ciudad de México, a las nueve y media de la noche del día dieciocho de febrero de mil novecientos trece, reunidos los señores generales Félix Díaz y Victoriano Huerta[...] expuso el señor general Huerta que, en virtud de ser insostenible la situación por parte del gobierno del señor Madero, ha hecho prisionero a dicho señor, a su gabinete y a algunas otras personas. Después de discusiones[...] se convino lo siguiente: Primero. Desde este momento se da por inexistente y desconocido el Poder ejecutivo que funcionaba. Segundo. A la mayor brevedad se procurará solucionar en los mejores términos legales posibles la situación existente, y los señores Díaz y Huerta pondrán todos sus empeños a efecto de que el segundo asuma antes de setenta y dos horas la presidencia provisional[...]
El general Victoriano Huerta
El general Félix Díaz.

Poco antes de la reunión, Gustavo A. Madero fue detenido en un restaurante de la Ciudad de México y trasladado a la Ciudadela, donde fue torturado y posteriormente asesinado.
El general Aureliano Blanquet se encargó de apresar en el Palacio Nacional al presidente Madero y al vicepresidente Pino Suárez. La madrugada del 19 de febrero, en sesión extraordinaria de la Cámara de Diputados, se aceptó la renuncia de ambos. Fue designado entonces como presidente el secretario de Gobernación, Pedro Lascuráin, cuya única acción de gobierno fue nombrar, a su vez, a Victoriano Huerta como secretario de Gobernación, para que 45 minutos después pudiera renunciar y se diera paso a que Huerta fungiera como el presidente interino de México, conforme a la legislación vigente.
Madero y Pino Suárez permanecieron presos en Palacio Nacional hasta la noche del 22 de febrero, siendo luego trasladados a la Penitenciaria del Distrito Federal, pero casi al llegar a su destino fueron asesinados.

## Dictadura de Victoriano Huerta

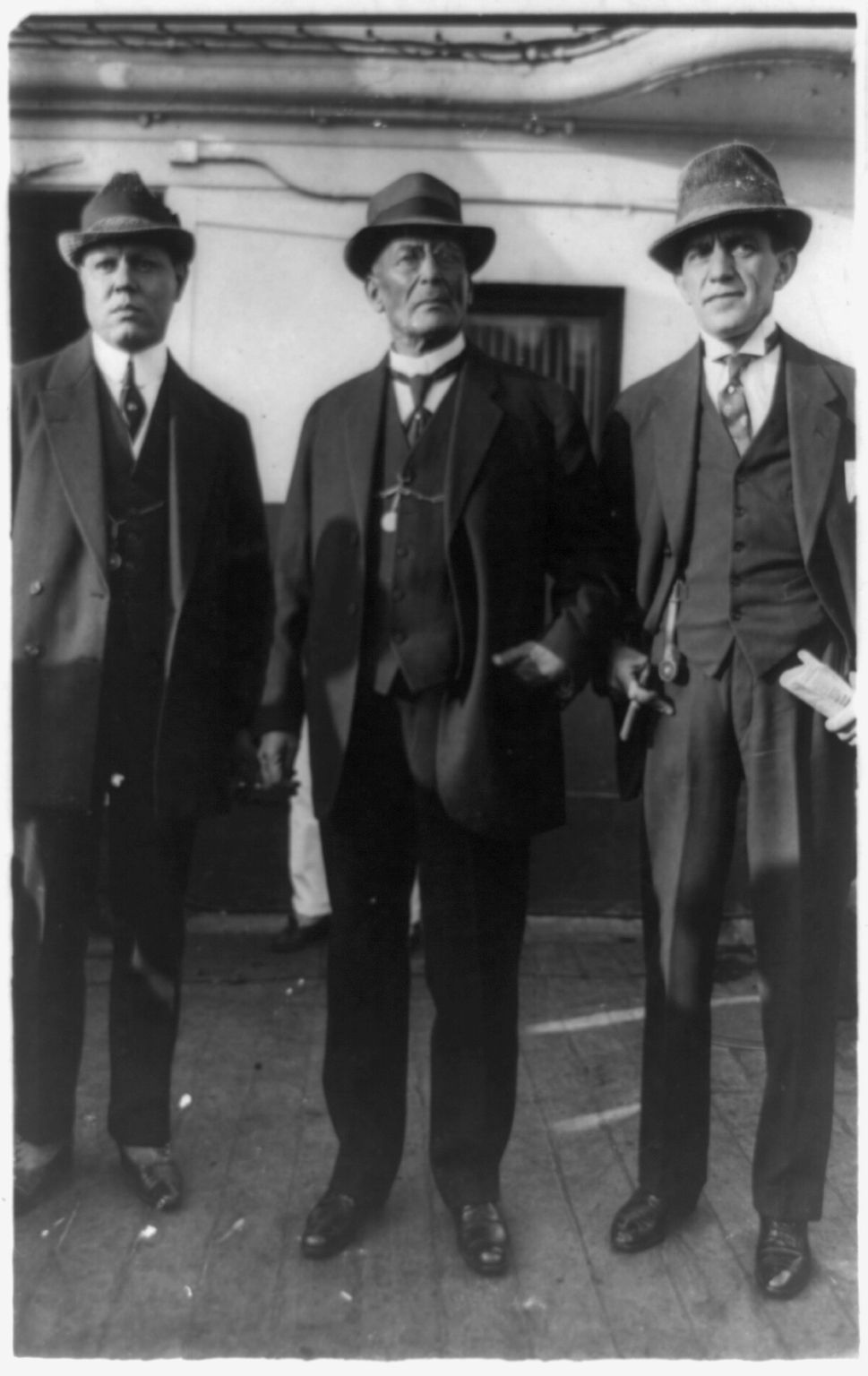
De izq. a der.: José C. Delgado, Victoriano Huerta y Abraham F. Ratner.

Victoriano Huerta, al llegar al poder, se volvió un dictador que anuló la democracia y la libertad por medio de la fuerza militar. Huerta recibió el apoyo de los grandes hacendados, altos mandos militares, del clero y de casi todos los gobernadores, a excepción de José María Maytorena, gobernador de Sonora, y de Venustiano Carranza, gobernador de Coahuila. La gestión huertista se propuso entonces dos metas: lograr la pacificación del país y lograr el reconocimiento internacional de su gobierno, especialmente por parte de los Estados Unidos.
Intentó conseguir el apoyo de orozquistas y zapatistas, concediendo amnistías generales y enviando representantes. Pascual Orozco puso algunas condiciones que le fueron otorgadas, como el empleo de guardias rurales para sus soldados, pago de sueldos a costa del erario y pensiones a viudas y huérfanos, por lo que el 27 de febrero de 1913 Orozco hizo oficial su apoyo al gobierno. Zapata, por su parte, rechazó tajantemente cualquier oferta, por lo que el movimiento morelense continuó su lucha contra el gobierno de Huerta.
La Cámara de Diputados se opuso al gobierno huertista e incluso la facción maderista fue sumamente crítica con sus acciones. Belisario Domínguez, diputado chiapaneco, escribió un discurso en el que condenaba la violencia desatada y acusó a Victoriano Huerta de asesino. Después de ser prohibida su lectura en el Congreso por parte de la Cámara de Senadores, lo difundió por escrito. Poco tiempo después fue asesinado y cuando los miembros de la Cámara exigieron que se investigara su muerte y se garantizara la vida de los miembros del Poder Legislativo, Huerta decidió disolver la Cámara y mandó arrestar a varios de sus miembros. Cuando la Cámara de Senadores tuvo conocimiento de estos hechos sus miembros acordaron disolver su propia Cámara, por lo que Huerta asumió facultades extraordinarias.

### Relación con los Estados Unidos
Pocos días después de la decena trágica, Woodrow Wilson asumió la presidencia de los Estados Unidos. Wilson, que no simpatizaba con Huerta, envió a agentes para que le informaran la situación que prevalecía en el país. John Lind llegó a México para sustituir a Henry Lane Wilson y presentó a Huerta en agosto de 1913 cuatro propuestas del gobierno estadounidense:
- Cese al fuego inmediato y armisticio definitivo.
- Elecciones libres inmediatas con la participación de todas las facciones.
- Que el general Huerta no participara en dichos comicios.
- Acuerdo de todos los partidos de acatar el resultado y cooperar en el nuevo gobierno.

Las propuestas fueron rechazadas por medio del secretario de Relaciones Exteriores, Federico Gamboa, por lo que el presidente Wilson declaró a los Estados Unidos neutral en el conflicto. De esta forma ninguna de las dos facciones podría comprar armamento del país fronterizo.

## Revolución constitucionalista
El ascenso al poder de Huerta provocó que los antiporfiristas se levantaran en armas, iniciando lo que se conoce como «Revolución constitucionalista» en marzo de 1913 en el norte de México.

### Plan de Guadalupe

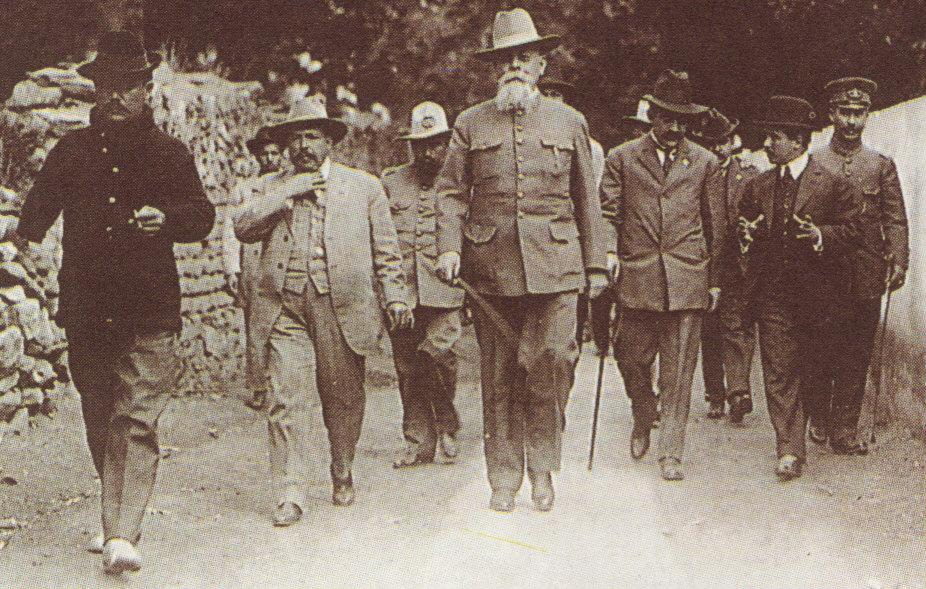
Venustiano Carranza (al centro) en La Cañada, Querétaro, el 22 de enero de 1916.

Ante la urgencia y gravedad del momento en que Victoriano Huerta rompió el orden constitucional y criminalizado su ambición al deponer y ordenar la muerte del Presidente Francisco I Madero, el 19 de febrero de 1913, el Congreso del Estado Soberano, Libre e Independiente de Coahuila de Zaragoza resolvió conceder al gobernador poderes y facultades extraordinarias para integrar una fuerza militar que reponga el orden jurídico y cancele la opción de permanencia al usurpador.
Reunidos en la Hacienda de Guadalupe, en Saltillo, Carranza y otras personalidades, entre las que destacan Lucio Blanco y Jacinto B. Treviño, proclamaron el Plan de Guadalupe, que desconocía a los tres poderes de la federación y comunicaba que se tomarían las armas para restablecer el orden constitucional. Se nombraba además a Carranza jefe del «Ejército Constitucionalista» y se le daba la facultad de ocupar interinamente la presidencia de México para convocar a elecciones.

### Movimientos en el norte del país
Este movimiento se caracterizó por tener una naturaleza legalista, cuyos segundos mandos estaban compuestos por los principales políticos y burócratas del estado. Entre los militares que integraban sus filas estaban: Jesús Carranza —hermano del gobernador—, Pablo González, Francisco Coss, Cesáreo Castro y Jacinto B. Treviño, veteranos de la lucha contra el gobierno de Díaz.
En el estado de Sonora, los generales Álvaro Obregón y Plutarco Elías Calles le brindaron su apoyo a Carranza de manera inmediata, tomando el liderazgo del movimiento en el estado junto con Salvador Alvarado, Manuel Diéguez y Adolfo de la Huerta, entre otros. Esta facción estuvo representada por una clase media con cierta capacidad militar, que contaba con experiencia para realizar pactos con grupos populares.
En Chihuahua, si bien la clase media había sido la protagonista durante la lucha contra Porfirio Díaz y su gobierno, la muerte de Abraham González y la adhesión al bando huertista de Pascual Orozco tuvieron como resultado que la lucha en el estado la dirigiera Francisco Villa, miembro de las clases bajas, por lo que sus lugartenientes y segundos mandos —entre los que destacan Maclovio Herrera, Rosalío Hernández y Toribio Ortega— también eran parte de los sectores populares.
Otros movimientos importantes fueron establecidos en los estados de Durango, donde los principales líderes rebeldes eran de origen popular —como Tomás Urbina, Orestes Pereyra, Calixto Contreras y los hermanos Arrieta León; y en Zacatecas, encabezado por Fortunato Maycotte y Pánfilo Natera, el cual fue un movimiento de clase media y populares.
El 18 de abril tuvo lugar en Monclova, Coahuila, una convención a la que acudieron representantes del movimiento revolucionario de los estados de Chihuahua, Sonora y Coahuila, cuya duración fue de tres días, durante los cuales fue ratificado el Plan de Guadalupe, la unión de las fuerzas de los tres estados en un solo ejército, y el compromiso de Carranza para cumplir el Plan de Guadalupe, que le convirtió en el Primer Jefe del Ejército Constitucionalista y líder de la rebelión en el norte.
Conforme fue esparciéndose el movimiento se le hicieron adiciones al plan original, principalmente por parte de políticos coahuilenses y antihuertistas de Sonora y Chihuahua.
En el mes de mayo la División del Noroeste, al mando de Álvaro Obregón, tomó los poblados de Santa Rosa y Santa María, con lo que prácticamente se aseguró el control de Sonora. Por ello avanzó por la costa del Pacífico hasta llegar al centro de Jalisco. En Chihuahua y parte de la Comarca Lagunera operó la División del Norte de Francisco Villa. La División del Noreste, comandada por Pablo González, y la División del Centro, al mando de Pánfilo Natera, completaron las tropas constitucionalistas que se enfrentaron al régimen huertista durante la segunda mitad de 1913.

### Movimientos en el centro y sur del país

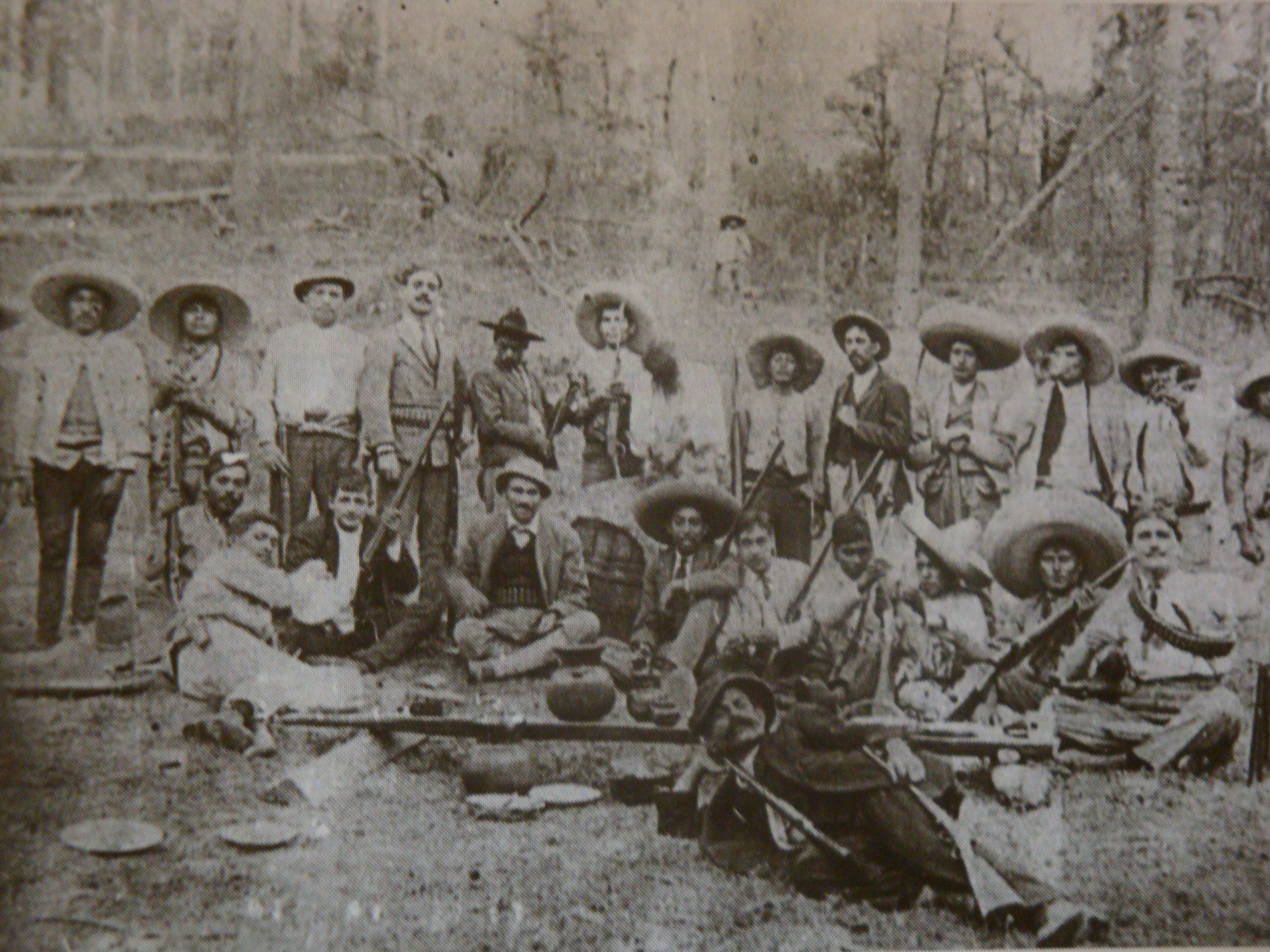
Revolucionarios tabasqueños.

A diferencia de la activa participación que se vivió durante esta etapa en el norte del país, las regiones del centro y sur del territorio nacional estuvieron poco involucradas en el proceso, salvo algunos movimientos de consideración.
En el centro del país, por el hecho que la población tuviera un carácter urbano-industrial y el control mantenido por el ejército huertista, la rebelión tuvo un débil desarrollo. En el estado de San Luis Potosí se levantaron en armas los hermanos Cedillo Martínez, aunque actuaron de manera independiente a los antihuertistas locales que reconocían a Carranza como líder. En el estado de Hidalgo operaron Nicolás Flores, Vicente Salazar, Francisco Mariel y Daniel Cerecedo, y en Tlaxcala Máximo Rojas y los hermanos Arenas Pérez.
En el sur, su lejanía con los Estados Unidos —en donde se compraban las armas para la revolución—, de los principales frentes de batalla, y su virtual incomunicación del país, ocasionó que la población se viera renuente a participar en el conflicto armado.
Dentro de los movimientos de la zona destacó el de Zapata, que también luchó contra el gobierno federal al cual desconoció el 4 de marzo, aunque lo hizo como un movimiento independiente al llamado «constitucionalista». Además, los métodos drásticos y cruentos de represión utilizados en su contra por el gobierno huertista hicieron que el número de alzados aumentara considerablemente, pues los habitantes se vieron obligados a intensificar la lucha defensiva. En el estado de Guerrero operó Jesús Salgado, de filiación zapatista, los hermanos Figueroa Mata; todos ellos ex maderistas, y Julián Blanco, en la costa de Acapulco. Al mismo tiempo, en Oaxaca operó Juan José Baños, mientras que en Tabasco participaron varios líderes como Ignacio Gutiérrez Gómez, Pedro Colorado, Fernando Aguirre Colorado, Ernesto Aguirre Colorado, Luis Felipe Domínguez y Carlos Greene, aunque sus acciones no llegaron a inquietar al gobierno federal.

### Intervención estadounidense

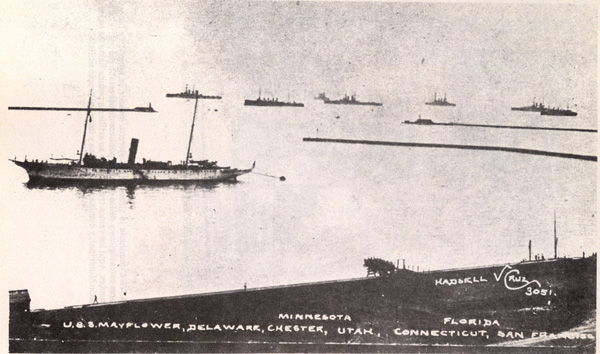
Desembarco estadounidense en Veracruz.

El 9 de abril, seis barcos estadounidenses anclaron cerca del puerto de Tampico, y cuando uno de ellos se acercó al puerto, su personal fue aprehendido por soldados federales mexicanos. Aunque los estadounidenses fueron liberados al poco tiempo, el contraalmirante estadounidense Mayo pidió al general huertista Morelos Zaragoza un castigo ejemplar para quienes habían realizado las detenciones y exigió que se izara la bandera de los Estados Unidos, a la cual se le deberían rendir honores con 21 cañonazos. El gobierno huertista trató de llegar a un arreglo, pero todo fue en vano debido a que el presidente Wilson ya había dado instrucciones para la ocupación del puerto de Veracruz, evitando que Huerta recibiera un embarque de municiones procedentes de Alemania que era transportado en el Ipiranga. La infantería estadounidense tomó la aduana de Veracruz el 21 de abril de 1914, posteriormente todo el puerto y el día 22 el de Tampico.
Huerta rompió entonces las relaciones diplomáticas con los Estados Unidos y envió a la mayor parte de su ejército al estado. Japón no rompió relaciones comerciales ni diplomáticas, aunque el embajador Kumaichi Horiguchi intento salvarle la vida a Madero y dio asilo en su embajada a la familia del depuesto presidente. Argentina, Brasil y Chile (grupo conocido como ABC) se ofrecieron a actuar como mediadores en el conflicto durante las conferencias en Niagara Falls, Canadá, el 20 de mayo de ese mismo año. El 24 de junio se firmó finalmente un acuerdo conocido como "Tratado de Bucareli" que establecía que los Estados Unidos reconocerían cualquier gobierno provisional que resultara del conflicto armado, compensarían a los ciudadanos estadounidenses que se vieran afectados por la revolución y que su gobierno no exigiría indemnización alguna por el incidente de Tampico.

### Avance revolucionario y toma de Zacatecas

Principales movimientos de la revolución constitucionalista.

Para inicios de 1914 los revolucionarios dominaban casi todo el norte del país (a excepción de Baja California). En Durango, Pablo González y Jesús Carranza, (o Jesús Agustín Castro y Luis Caballero en su ausencia), habían tomado el liderazgo del movimiento cuando Carranza tuvo que salir hacia Sonora después de que fuerzas huertistas tomaron el control del estado a mediados de 1913. Para entonces, los hermanos Cedillo Martínez se habían convertido en la fuerza dominante de San Luis Potosí; en Tepic operaba exitosamente Rafael Buelna; en Jalisco Félix Bañuelos y Julián Medina; y en Michoacán José Rentería Luviano, Gertrudis Sánchez y Joaquín Amaro Domínguez. En Veracruz, la lucha estaba encabezada por Antonio Galindo, Cándido Aguilar, Hilario Salas y Miguel Alemán. Algunos personajes que después destacarían en la política nacional, como Práxedis Giner Durán, Aarón Sáenz, Marcelino García Barragán y Miguel Alemán González, vivirían el conflicto en carne propia.
Durante marzo y abril de 1914 los ejércitos del norte comenzaron a avanzar hacia la capital, Obregón por occidente, Villa por el centro, y Pablo González por el este con la intención de derrocar a Huerta, lo que motivó y facilitó el estallido de numerosos alzamientos en los estados centrales del país.

#### Toma de Zacatecas

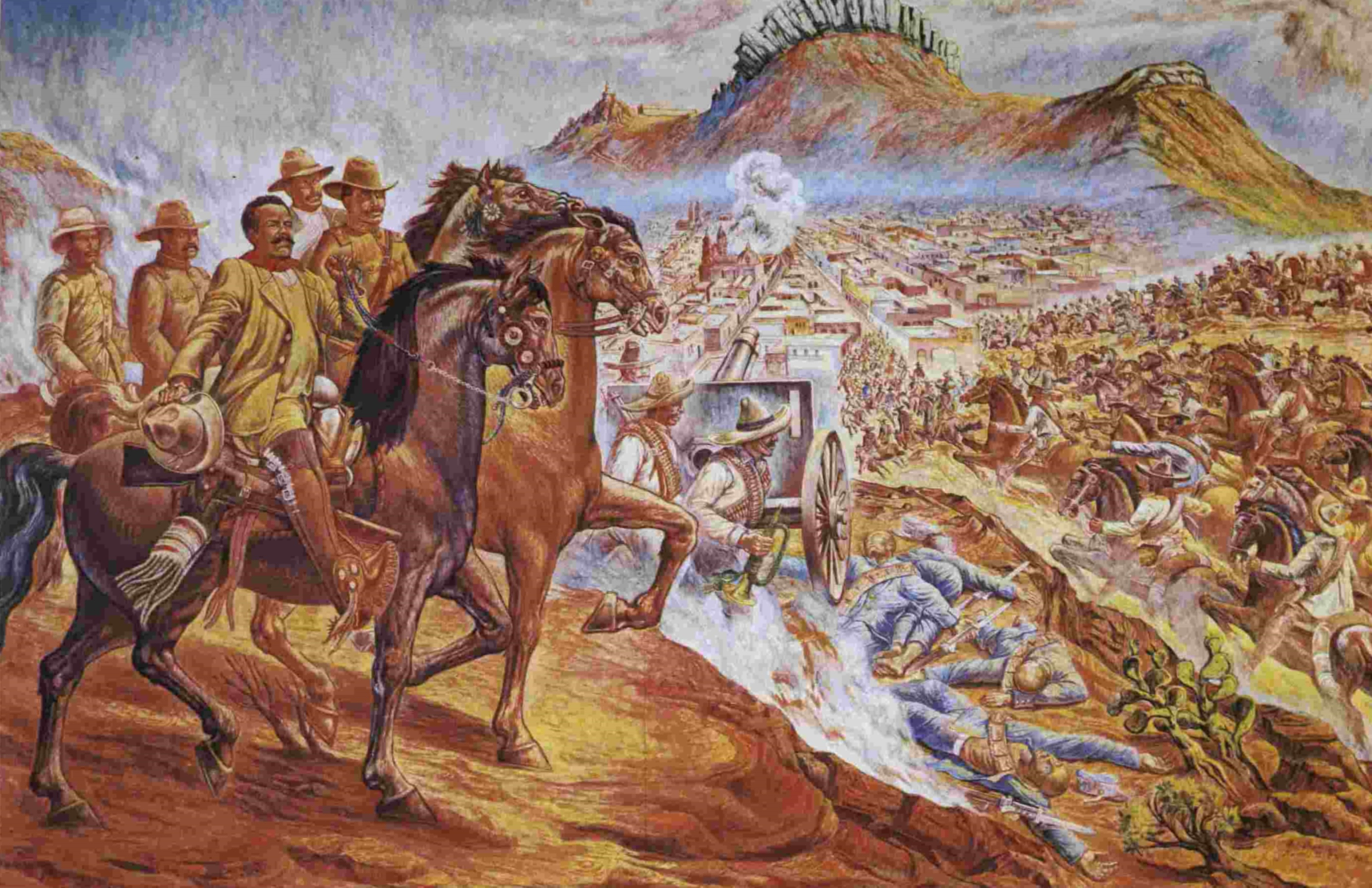
Pintura que representa la Toma de Zacatecas. A la izquierda en primer plano se encuentran Francisco Villa y Felipe Ángeles, al centro la ciudad de Zacatecas y al fondo el Cerro de la Bufa.

Especialmente, la ciudad de Zacatecas tenía una gran importancia para ambos bandos debido a que era un cruce ferroviario que debían de tomar los revolucionarios procedentes del norte del país antes de llegar hasta la capital. La ciudad, que se encuentra rodeada de altos cerros, presentaba un gran obstáculo para los atacantes. El general Luis Medina Barrón, encargado de las defensas de la ciudad, colocó la artillería del ejército federal en la cima de dos de los cerros más altos: el de la Bufa y el del Grillo.
Felipe Ángeles llegó a Calera (a 25 kilómetros de Zacatecas) el 19 de junio de 1914 y salió a reconocer el terreno para la batalla. Francisco Villa se presentó en las inmediaciones de la ciudad el 22 de junio, y ordenó que la ofensiva comenzara a las 10 de la mañana del día siguiente.
Conforme a lo planeado, los villistas atacaron las posiciones federales en los cerros de la Bufa, del Grillo, la Sierpe, Loreto y de La Tierra Negra, mientras cuarenta cañones apoyaban el despliegue de la infantería que ascendía por los cerros que rodeaban la ciudad.
Alrededor de las 05:40 de la tarde las tropas federales comenzaron a abandonar sus posiciones y huir de forma desorganizada, poco tiempo después los revolucionarios tomaron los cerros de la Bufa y del Grillo, avanzando posteriormente sobre la ciudad. Las tropas de Villa mataron a una gran cantidad de soldados que trataban de huir, contabilizándose cinco mil muertos en el bando federal, por tres mil en el bando revolucionario.
A pesar de la victoria, Villa no pudo ser el primero en llegar a la capital debido a que Carranza bloqueó los envíos de carbón a la División del Norte, el cual era necesario para alimentar los ferrocarriles de Villa.
Por otro lado, Obregón bajó por Sinaloa y Jalisco, ocupando Guadalajara, desde donde se dirigió al centro del país. González bajó por Monterrey, Tampico, San Luis Potosí y Querétaro. Con estos avances el movimiento dejó de ser exclusivo del norte del país y abarcó prácticamente la mitad del territorio nacional, lo que al mismo tiempo ocasionó que otros sectores sociales se incorporaran. Además, conforme avanzaron las fuerzas revolucionarias, se tuvieron que establecer diversos pactos con los lugareños a cambio de apoyo, por lo que se hicieron decretos obreristas y agraristas.

### Triunfo revolucionario

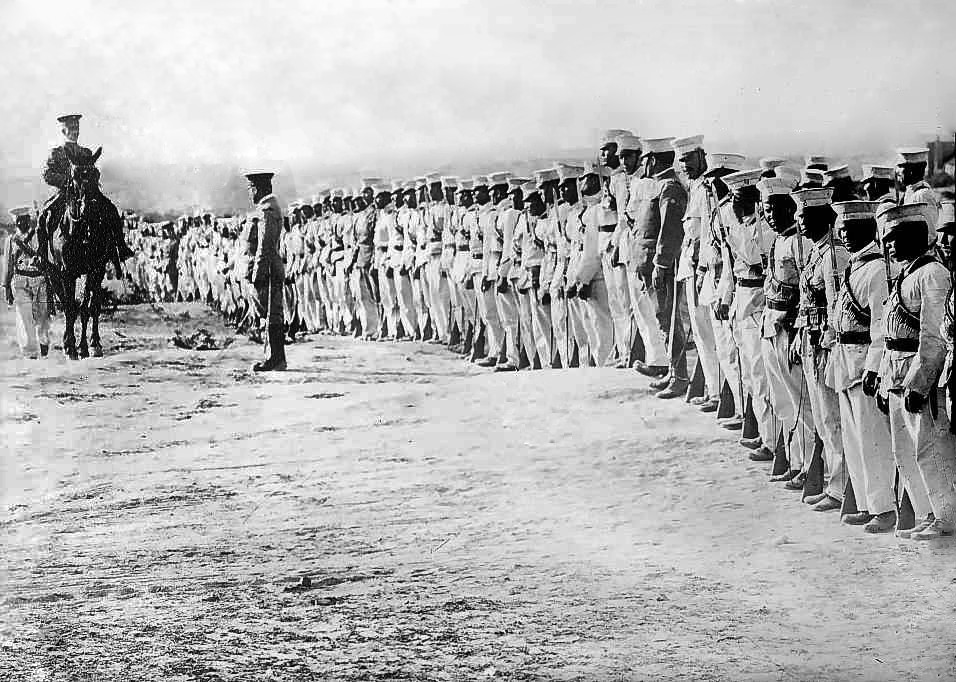
Tropas Federales a la espera de Francisco Villa en la ciudad de Torreón.

El 14 de julio de 1914 Huerta huyó de la capital y al día siguiente, 15 de julio, presentó ante el Congreso su renuncia. Se trasladó a La Habana, Cuba, y de ahí a Estados Unidos, donde fue detenido y enviado a la prisión de El Paso, Texas, donde murió en 1916.
Francisco Carvajal, entonces ministro de Relaciones Exteriores, quedó al frente del gobierno con la tarea de entregar la capital a las fuerzas revolucionarias y negociar la rendición de las fuerzas federales. Carvajal solicitó la mediación de los Estados Unidos, a lo que Carranza rehusó. Después de conversaciones entre el gobierno y carrancistas, el 14 de agosto de ese mismo año se firmaron los Tratados de Teoloyucan, en donde se presentaba formalmente la rendición incondicional del ejército federal.

### Guerra de facciones
Tras la renuncia de Huerta la capital fue rápidamente ocupada por el Ejército Constitucionalista ese mismo 15 de julio. Venustiano Carranza llegó a la ciudad acompañado de Álvaro Obregón el 20 de agosto y tomó el mando político y militar.
El hecho de que Carranza le hubiera negado la posibilidad de entrar a la capital y que no lo hubiera invitado a la firma de los Tratados de Teoloyucan creó un fuerte malestar en Francisco Villa, por lo que varios generales intentaron llegar a un arreglo pacífico. Se llevó a cabo entonces una reunión, cuyo resultado quedó plasmado en el Pacto de Torreón, en el cual se acordó que Carranza seguiría siendo el Primer Jefe, la División del Norte tendría el mismo rango que la del Noreste y Noroeste, y Felipe Ángeles fungiría asimismo como jefe de todo el Ejército Constitucionalista.
Poco después, Carranza convocó a los gobernadores y generales a una convención, en la que debía elaborarse un programa revolucionario.

#### Convención de Aguascalientes

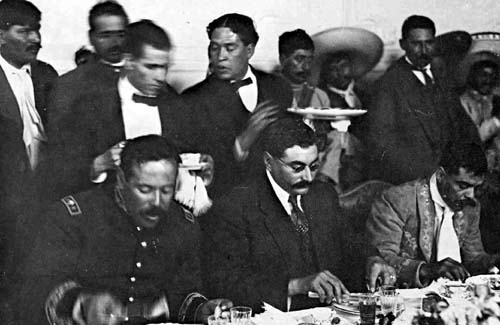
Francisco Villa, Eulalio Gutiérrez y Emiliano Zapata reunidos en Palacio Nacional.

La apertura de la Convención se llevó a cabo el 1 de octubre en Ciudad de México y fue presidida por Luis Cabrera. Sin la presencia de los delegados villistas ni zapatistas, Carranza presentó su renuncia durante la sesión del tercer día, aunque esta no fue aceptada por los delegados. Se acordó además que la convención se trasladara a Aguascalientes con la finalidad de que asistieran villistas y zapatistas, además de que solo participarían militares y no civiles.
Las sesiones fueron reanudadas el 10 de octubre en la ciudad de Aguascalientes, siendo presididas por Antonio I. Villarreal, José Isabel Robles, Pánfilo Natera, Mateo Almanza, Marciano González, Samuel Santos y Vito Alessio Robles. Con el traslado de la sede, Villa decidió enviar a sus delegados y Zapata hizo lo mismo. Carranza por su parte no asistió a la convención, ya que creía que Aguascalientes estaba amenazada por Villa. En su lugar se dirigió a Veracruz.
Durante las sesiones, que se prolongaron hasta el 13 de noviembre, los zapatistas pidieron que Carranza renunciara como Primer Jefe de la revolución y que se aceptara íntegramente el Plan de Ayala. En una carta leída a los presentes por Álvaro Obregón, Carranza aseguraba estar de acuerdo en renunciar si Villa y Zapata se retiraban de la vida pública y renunciaban como líderes de sus respectivos ejércitos. La Convención nombró a Eulalio Gutiérrez presidente interino. Al enterarse del nombramiento el 10 de noviembre, Carranza ignoró el acuerdo de la Convención y su derecho a nombrar presidente, declarando que Gutiérrez era un presidente espurio.

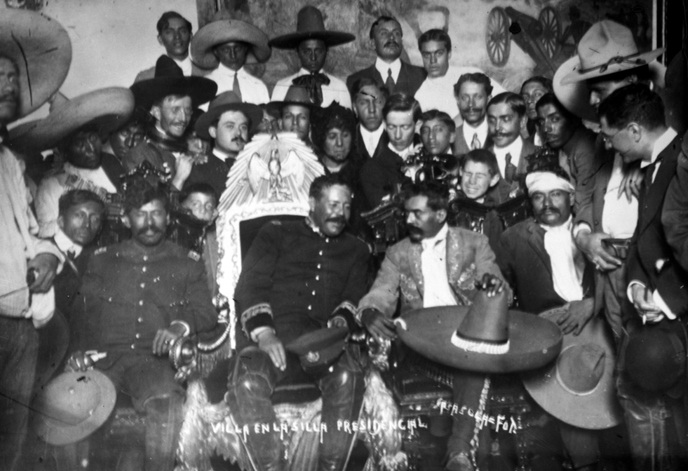
Los generales Villa y Zapata en la silla presidencial el 4 de diciembre de 1914.

Las fuerzas carrancistas salieron de la capital al mismo tiempo que entraban los zapatistas. Días después llegaron las fuerzas de Villa, reuniéndose ambos generales y firmando el Pacto de Xochimilco, el cual básicamente constituía una alianza contra Carranza. Presionado por Villa y Zapata, Gutiérrez no pudo gobernar, y el 16 de enero salió de la capital e intentó establecer su gobierno en San Luis Potosí, aunque al poco tiempo renunció de forma definitiva. Roque González Garza fue nombrado presidente provisional, gobernando del 17 de enero al 9 de junio de 1915.
Mientras tanto en Veracruz Carranza gobernó de facto el país: el 12 de diciembre de 1914 reformó el Plan de Guadalupe y poco después, el 6 de enero de 1915, promulgó una serie de leyes redactadas por Luis Cabrera.
El 10 de junio Francisco Lagos Cházaro recibió de la Convención el Poder Ejecutivo. La capital fue tomada de nuevo por los carrancistas el 2 de agosto y ante su llegada la Convención se trasladó a Toluca y posteriormente a Cuernavaca, en este último sitio sin la presencia villista.

### Triunfo del constitucionalismo

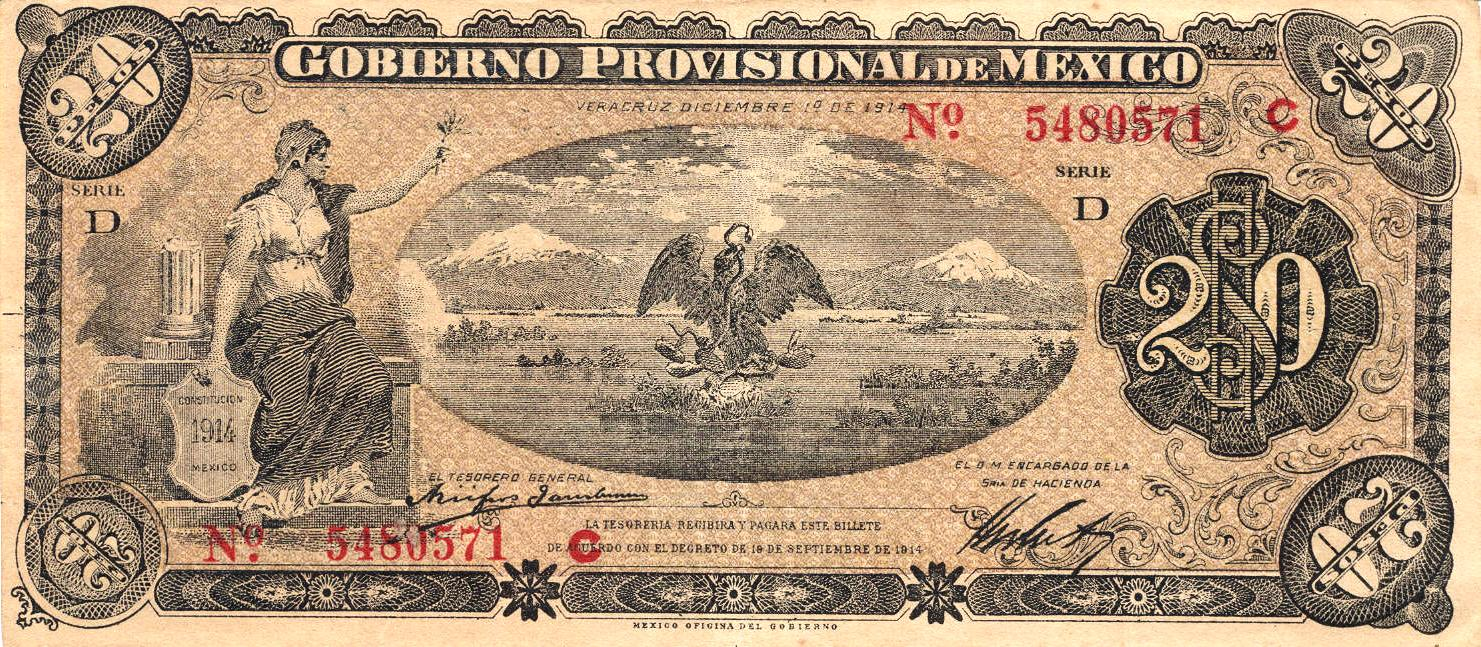
Billete del Gobierno Provisional de México.

Desde inicios de 1915 era claro que la lucha por el poder continuaría, ahora entre carrancistas, villistas y zapatistas. Los últimos dos grupos contaban para entonces con la ventaja de tener un ejército más numeroso y habían ocupado la capital, aunque conforme avanzó ese año la balanza se fue inclinando hacia el bando carrancista gracias a las victorias de Álvaro Obregón frente al ejército de Francisco Villa y a que, a pesar del pacto realizado en Xochimilco, nunca hubo una verdadera colaboración entre Villa y Zapata debido a que este último tenía por objetivo mantener aislada su región, por lo que se mantenía a la defensiva.
El 6 de abril de ese año las fuerzas de Villa intentaron tomar Celaya, la cual estaba bajo el control de Obregón, quien pudo defender la plaza, causando alrededor de 2000 bajas en el bando contrario. Una semana después, Villa volvió a intentar tomar la plaza, esta vez perdiendo alrededor de 4000 soldados y fallando en su objetivo. Estas derrotas debilitaron fuertemente al ejército villista, el cual se dirigió a León con la intención de recuperar sus fuerzas. En total se desarrollaron cuatro batallas en el bajío guanajuatense, y a pesar de que todas las ganó Obregón, en la última, en el poblado de Santa Ana del Conde, un casco de metralla lo hirió en el brazo derecho, por lo que los médicos se lo amputaron.
Carranza logró recuperar el control de la capital en el año de 1916.

#### Participación de la Casa del Obrero Mundial
La «Casa del Obrero Mundial» había sido fundada durante la presidencia de Madero, el 22 de septiembre de 1912, por un grupo de trabajadores mexicanos y activistas extranjeros. Durante esta etapa la organización sirvió a manera de «unión» para agrupaciones sindicales y mutualistas posicionados en Ciudad de México, además de que tuvo una composición plural, ya que tanto anarquistas como católicos integraban sus filas. Al ser derrocado Madero, en la COM se impuso una línea más radical que rechazaba el gobierno huertista. Tras el triunfo de la revolución constitucionalista en agosto de 1914 y el posterior exilio de Victoriano Huerta, Obregón reabrió la COM. Sin embargo, la lucha entre las facciones carrancistas y convencionistas causó debates sobre el camino que debía de seguir la organización. Los argumentos del pintor Gerardo Murillo (conocido por su seudónimo «Dr. Atl») y de Obregón convencieron a los dirigentes de la organización de aliarse con la revolución constitucionalista, misma que ya había definido su vocación social durante la guerra. El 17 de febrero de 1915 se firmó en la Ciudad de México una alianza entre la Casa del Obrero Mundial y la facción carrancista, misma que solicitaba de la primera «aportar voluntarios a las filas constitucionalistas», y a Carranza se le pedía «convertir en leyes las demandas de los obreros organizados».
Esto dio origen a los llamados Batallones rojos, grupos militares de trabajadores del Distrito Federal que tendrían por tarea «combatir a los campesinos-militares de la División del Norte y del Ejército Libertador del Sur durante la Revolución mexicana». El encargado de la organización fue el coronel Ignacio Henríquez, quien formó hasta seis batallones con sus cuatro mil y siete mil reclutados aproximadamente. Cabe mencionarse que los batallones tuvieron su mayor participación entre abril y septiembre de 1915.

#### Batalla de Columbus

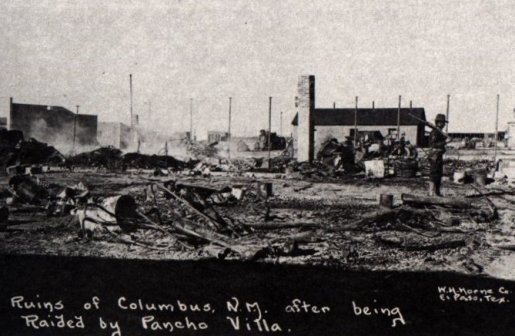
Ruinas de Columbus, Nuevo México, después del ataque de Villa.

En octubre de 1915 el presidente estadounidense le dio el reconocimiento de facto al carrancismo, aunque condicionó tal reconocimiento al «buen comportamiento» que mostrara Carranza hacia los intereses estadounidenses. A partir de ese momento la relación entre Wilson y Carranza mejoró, lo que hizo que Villa se sintiera traicionado por parte del gobierno estadounidense, al mismo tiempo que aseguró que Carranza había aceptado las condiciones estadounidenses a expensas de sacrificar la política y economía de México.
El 11 de enero de 1916 un grupo de soldados villistas detuvo un tren en Santa Isabel, Chihuahua asesinando a 17 ciudadanos estadounidenses, mineros e ingenieros, que habían ido al país por invitación de Carranza.
Poco antes del amanecer del 10 de mayo de 1916, Villa atacó con 400 hombres el poblado de Columbus, Nuevo México, al grito de «¡Viva México!» y «¡Viva Villa!» y los cuarteles del 13.º regimiento de caballería. Durante el enfrentamiento fallecieron 7 soldados estadounidenses y 7 civiles, mientras el bando estadounidense aseguró haber dado muerte a entre 75 y 100 soldados villistas en suelo mexicano.

#### Expedición punitiva estadounidense

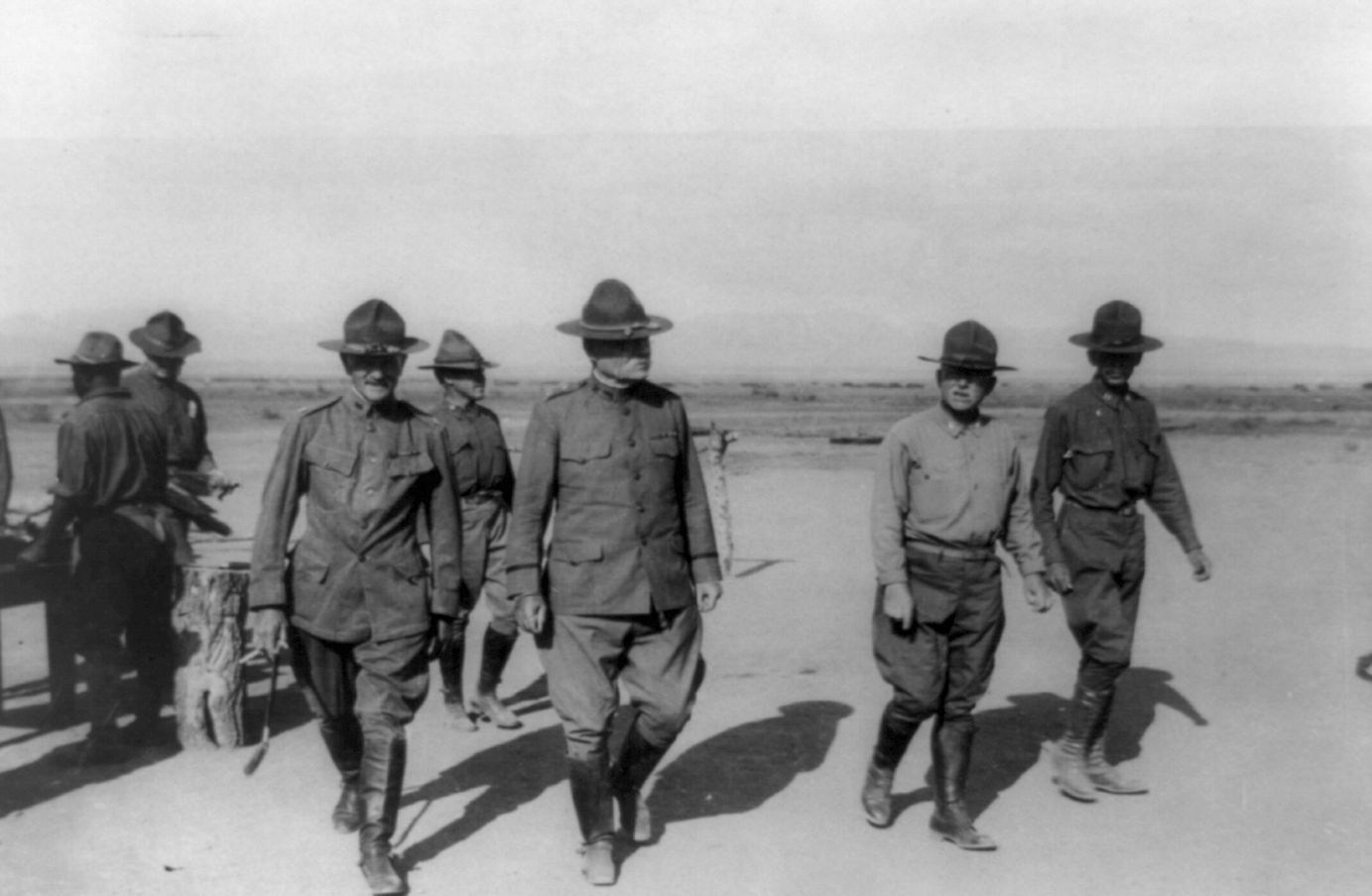
Los generales Pershing y Bliss inspeccionan el campamento durante la expedición punitiva.

El ataque a Columbus ocasionó que el Congreso de los Estados Unidos diera autorización para castigar a los responsables del ataque, por lo que tropas estadounidenses se internaron en el país. De esta forma, un total 5000 soldados al mando del general John J. Pershing encabezaron una expedición punitiva, de once meses de duración.
Durante la expedición los estadounidenses tuvieron altercados con la población civil, como el del 12 de abril en Parral, Chihuahua, e incluso con el ejército carrancista, en junio de 1916 en El Carrizal.
Las tropas, que llegaron a contar 15 000 en territorio mexicano, finalmente salieron del país en enero de 1917 sin haber podido encontrar a Villa.

#### Congreso Constituyente
A pesar de que Carranza se había levantado contra el gobierno huertista con la promesa de restaurar la Constitución de 1857, optó por redactar una nueva constitución que cumpliera con las promesas hechas a campesinos y obreros durante el conflicto armado, esto con la finalidad de evitar que los principales actores quedaran insatisfechos y de nuevo se creara una inestabilidad social y política.
En diciembre de 1916, Carranza, virtual triunfador del conflicto, convocó a un Congreso constituyente formado exclusivamente por seguidores carrancistas y reunidos en la ciudad de Querétaro. Aunque villistas y zapatistas fueron excluidos de esta cita, sus demandas sociales fueron adoptadas (a su manera) por los diputados constituyentes, con el fin de socavar el apoyo popular que aún tenían aquellos. Dicho congreso sesionó hasta el 31 de enero de 1917, tiempo durante el cual Carranza y sus íntimos —de tendencias moderadas— mantuvieron debates con grupos del mismo constitucionalismo de ideas más progresistas —entre los que destacan Pastor Rouaix y Francisco J. Múgica, entre otros—. Entre las diferentes corrientes finalmente se llegó al acuerdo de promulgar la Constitución de 1917 el 5 de febrero, permaneciendo desde entonces vigente en el país.
Dentro de los artículos promulgados en la «Constitución» sobresalen:
- Artículo 3.º: La educación que imparta el Estado debe ser laica, gratuita y obligatoria.
- Artículo 27.º: El suelo y subsuelo pertenecen a la Nación, no pudiendo ninguna corporación religiosa ser propietaria.
- Artículo 123.º: Regula las relaciones obrero-patronales en el país, concediéndole autoridad al Estado el derecho de intervenir en conflictos de este tipo.
- Artículo 130.º: Regula la relación Iglesia-Estado, haciendo la separación y estipulando que los miembros religiosos no pueden poseer bien alguno o participar en la política interna.

Un día después, el 6 de febrero, Carranza expidió la convocatoria para realizar elecciones en los tres órdenes de gobierno, las cuales se llevaron a cabo en el mes de marzo. Carranza resultó elegido presidente con el 98 % de la votación para el período 1917-1920 y tomó posesión el 1 de mayo de ese mismo año.

## Actividad revolucionaria y contrarrevolucionaria de 1917 a 1928

Ejércitos rebeldes entre 1916 y 1920.

Carranza gobernó de 1917 a 1920, aunque no logró pacificar del todo al país ya que continuaron levantamientos villistas en el norte, zapatistas en el sur, otro movimiento contrarrevolucionario de Félix Díaz que duró hasta mediados de 1920, así como otras rebeliones en Chiapas, Oaxaca y Michoacán.
A grandes rasgos se pueden dividir en 3 grupos los movimientos anticarrancistas: los revolucionarios anticonstitucionalistas, en donde destacan los villistas, los zapatistas, los cedillistas en San Luis Potosí, arenistas, ubicados en el estado de Tlaxcala, y los calimayoristas en Chiapas; los contrarrevolucionarios, entre los que se encuentran los pelaecistas, quienes se ubicaron en la costa superior del Golfo de México, los felicistas, quienes apoyaron a Félix Díaz durante su incursión al país por Tamaulipas y lo siguieron posteriormente por Oaxaca, Chiapas y Guatemala y de regreso nuevamente por Veracruz, en una campaña que duraría hasta mediados de 1920, los soberanistas, que operaban en Oaxaca y cuyos principales líderes eran José Inés Dávila y Guillermo Meixueiro, mapachistas y pinedistas, conocidos comúnmente como «finqueros» y que operaban en el estado de Chiapas, y los aguilaristas, que se encontraban en Oaxaca. Finalmente también se encontraban alzados sin banderas, como los altamiranistas, cintoristas y los chavistas, quienes operaban en el estado de Michoacán pero fueron derrotados finalmente el 8 de enero de 1918 en el pequeño municipio de Huandacareo del mismo estado con apenas 83 hombres colocados estratégicamente en el pueblo.

### Asesinato de Zapata

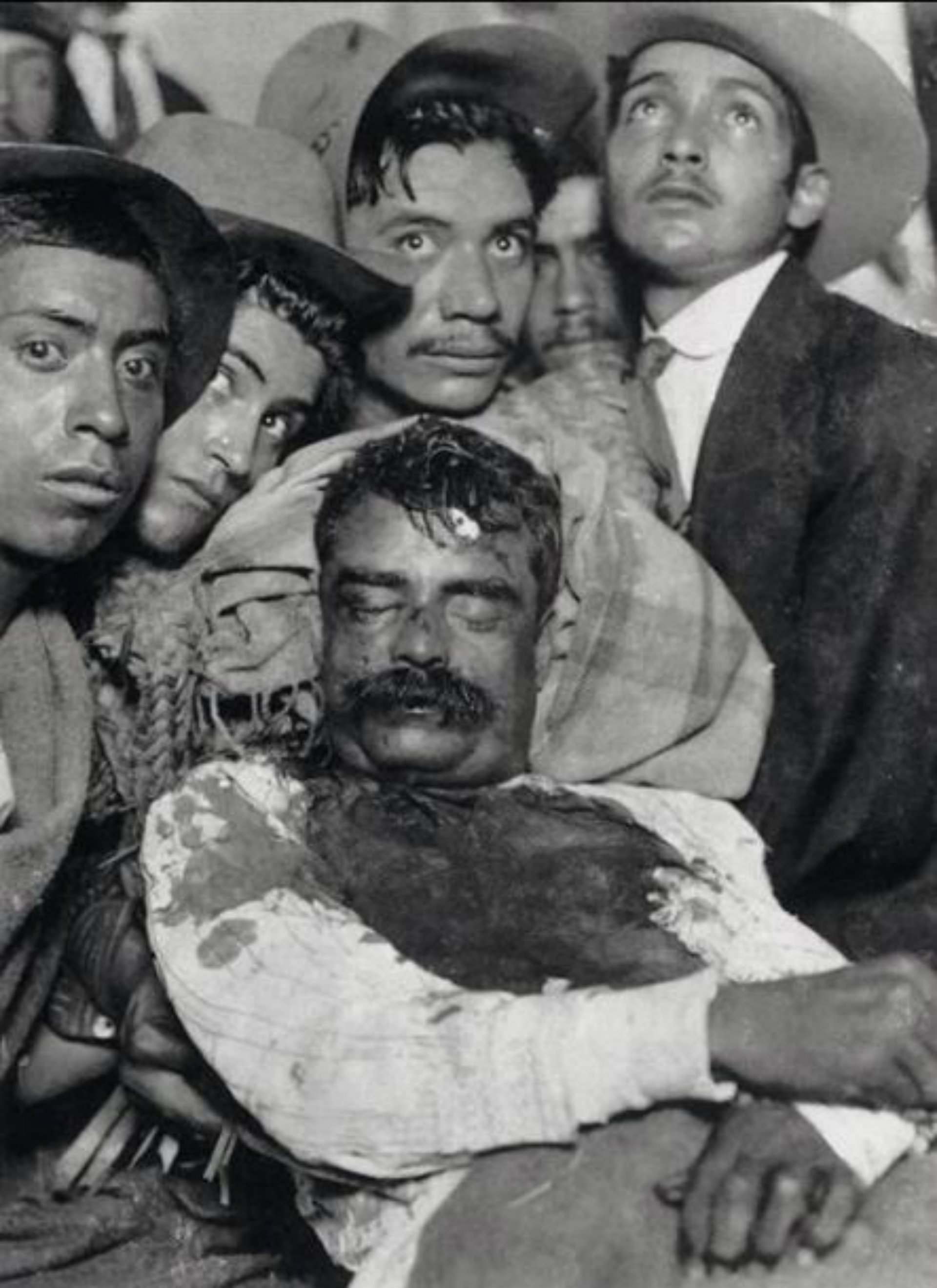
Exhibición del cadáver de Zapata en Cuautla, Morelos.

Para acabar con el movimiento de Zapata, Carranza comisionó al general Pablo González Garza para que realizara una campaña de exterminio de la población. Las precarias situaciones de los habitantes, empeoradas por hambrunas y epidemias, también diezmaron a la población pero el movimiento zapatista persistió, por lo que González urdió un plan. Jesús María Guajardo, un coronel auxiliar de González, estando borracho o fingiendo estarlo, arremetió contra Carranza y González, cerciorándose de que un prisionero zapatista lo escuchara y más tarde le permitió huir. Cuando Zapata se enteró de lo dicho por Guajardo, lo invitó a integrarse a sus filas. Luego de una serie de negociaciones y de que Guajardo mandara a asesinar a varios ex zapatistas que se habían integrado a los carrancistas como muestra de sus supuestas intenciones, se concertó una reunión para sellar la supuesta alianza en la hacienda de Chinameca el 10 de abril de 1919. Cuando Zapata cruzó el portón, un clarín tocó el saludo y los diez soldados de la guardia de honor, que presentaban armas, le dispararon simultáneamente. Guajardo fue ascendido a general y recibió de Carranza 50 000 pesos por «notables servicios en el ejercicio de sus funciones militares».

### Plan de Agua Prieta y asesinato de Carranza
Al momento de estar cerca la sucesión presidencial, Carranza favoreció a Ignacio Bonillas como su sucesor e intentó acusar a Obregón de conspiración, lo que ocasionó malestar en Plutarco Elías Calles, Obregón y Adolfo de la Huerta, quienes proclamaron el Plan de Agua Prieta, documento por medio del cual desconocían el gobierno constitucionalista y proclamaba la soberanía del estado de Sonora.
Ante la imposibilidad de hacer frente y defender exitosamente la capital ante el inminente ataque del grupo de Sonora, Carranza se dirigió hacia Veracruz con mobiliario del Palacio Nacional, máquinas para imprimir moneda y el erario nacional. Durante el trayecto fue emboscado y asesinado en Tlaxcalantongo, Puebla, el 21 de mayo de 1920.

### Presidencia interina de Adolfo de la Huerta
Tras la muerte de Carranza, Adolfo de la Huerta fue nombrado por el Congreso de la Unión presidente provisional el 1 de junio de 1920. Durante su mandato logró que Francisco Villa dejara la vida militar al firmar los Convenios de Sabinas el 28 de julio de 1920, con lo que se le otorgó la hacienda de Canutillo, en Chihuahua, a donde se retiró para dedicarse a labores del campo. En septiembre convocó a elecciones, en las que Álvaro Obregón fue elegido para asumir la presidencia el 1 de diciembre de ese año.

### Asesinato de Villa
El 20 de julio de 1923 Francisco Villa, acompañado del coronel Miguel Trillo, Rafael Medrano y Claro Hurtado, además de su asistente, Daniel Tamayo, fue emboscado por Jesús Salas Barraza a la entrada de Parral, muriendo el caudillo a las 8:20 de la mañana en el lugar. Ramón Contreras, miembro también de su guardia personal, fue el único que sobrevivió.
Hasta la fecha se han especulado las causas verdaderas de su asesinato, aunque generalmente este es atribuido a órdenes de Obregón o Calles.

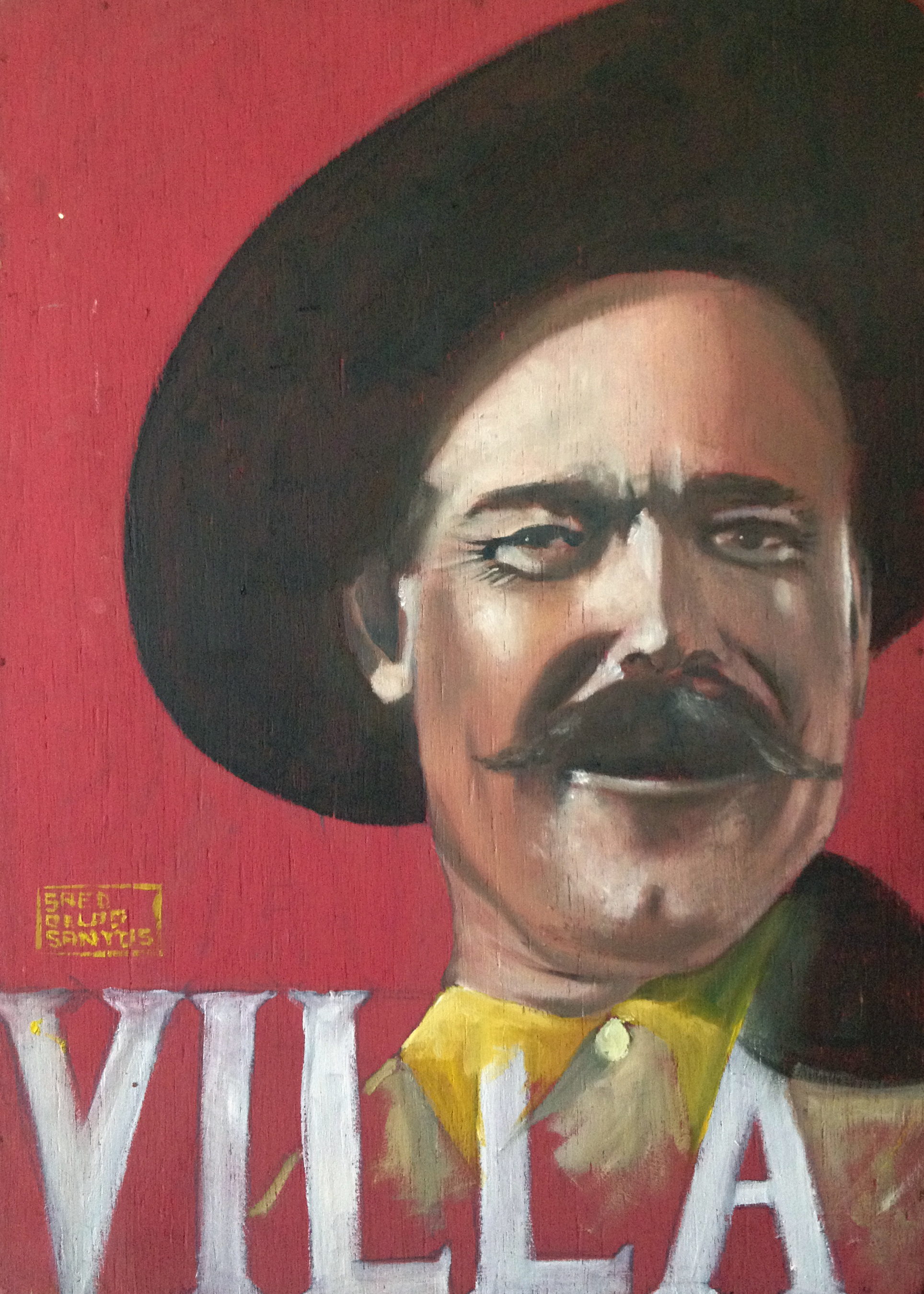
Retrato de Francisco Villa

### Presidencias de Álvaro Obregón y Plutarco Elías Calles
Obregón fue presidente entre 1920 y 1924. De la Huerta quiso ser elegido presidente nuevamente, pero al ver que Obregón favorecía a Plutarco Elías Calles desconoció al gobierno, lo que desencadenó la denominada rebelión delahuertista, que fue apoyada por las dos terceras partes del ejército nacional. El movimiento fracasó y el 11 de marzo de 1924 De la Huerta abandonó el país, exiliándose en Los Ángeles, California.
Plutarco Elías Calles fue nombrado presidente para el período de 1924 a 1928, tomando posesión el 1 de diciembre. Durante los dos últimos años de su gobierno la situación interna del país se volvió crítica debido a la posición de Calles respecto a la iglesia católica, lo que provocó el surgimiento de un movimiento armado conocido como «guerra cristera». Poco antes de terminar su mandato se reformaron los artículos 13 y 82, con lo que existiría la posibilidad de que Obregón fuera electo presidente nuevamente. En las elecciones realizadas el 1 de julio de 1928 Obregón resultó victorioso por un amplio margen, pero antes de asumir la presidencia fue asesinado en un restaurante de la Ciudad de México por José de León Toral, un fanático católico.
Tras la muerte de Obregón, Calles dio un discurso público en el que aseguró que la etapa de los caudillos llegaba a su fin y comenzaba el de las instituciones. En 1929 fundó el Partido Nacional Revolucionario, posteriormente llamado Partido de la Revolución Mexicana y finalmente Partido Revolucionario Institucional, el cual gobernó al país por 70 años.

## El porfiriato extendido: la revolución en Yucatán

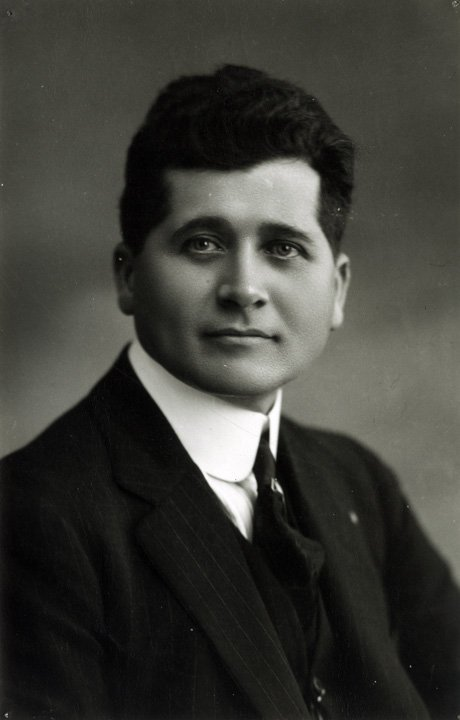
Felipe Carrillo Puerto, gobernador socialista de Yucatán de 1922 a 1924.

Tras la salida de Porfirio Díaz del poder, la oligarquía henequenera yucateca (llamada por el mismo Alvarado como "casta divina") siguió ejerciendo enorme influencia en el estado de Yucatán hasta la llegada de Salvador Alvarado en 1915, designado por Carranza como gobernador del estado. Entre sus acciones más importantes figuran haber promulgado una serie de leyes llamadas "Las Cinco Hermanas" y haber convocado al Primer Congreso Feminista de Yucatán, el primero en México y el segundo en la América Latina.
Posterior a Alvarado, Felipe Carrillo Puerto, socialista, fue gobernador de 1922 hasta 1924, cuando fue derrocado y asesinado por las tropas delahuertistas comandadas por Juan Ricárdez Broca y Hermenegildo Rodríguez. Entre las acciones revolucionarias de Carrillo Puerto, figuran haber fundado la Universidad Nacional del Sureste, promulgado la ley del divorcio y -posiblemente la más recordada-, otorgarle el voto y derecho de ser votadas a las mujeres yucatecas. Fue hermano de la feminista Elvia Carrillo Puerto.

## Controversias historiográficas

### Cantidad de bajas
No se tiene un número exacto de la cantidad de muertos que hubo durante la Revolución mexicana. La mayoría de las fuentes apuntan que entre un millón, y tres millones de personas murieron durante esta etapa de la historia de México. Estas cifras se basan en los datos proporcionados por los censos realizados en el país en los años de 1910 y 1921. El censo de 1910 arrojó una cantidad de 15 160 369 habitantes, mientras que el de 1921 la cantidad de 14 334 780. Esta diferencia aproximada de 1 millón es la que se ha tomado como la cantidad de muertos ocasionados por el conflicto armado, aunque esa cifra está conformada por la gente que murió en combate, la disminución de la natalidad, la inmigración a países como los Estados Unidos, Guatemala, Cuba y otros de Europa, los muertos a causa de la hambruna, así como los muertos debido a una pandemia desatada en 1918 de gripe española, la cual se asegura llegó a causar la muerte de 450 000 personas.
Los estudios demográficos que se realizaron posteriormente sobre el tema subieron la cifra de muertes. De esta manera, Manuel Gamio sostendría que hubo dos millones de muertos, mientras que Gilberto Loyo, padre de la demografía mexicana, elevó el número a dos millones y medio de muertos. Más recientemente, Moisés González Navarro en un estudio inédito bajaría la cifra a 1.9 millones. Mientras, en un estudio estadounidense, Andrew Collver haría variar la estadística de este dato entre 2.5 y 3.1 millones. Sin embargo, el análisis más reconocido es el de 1993, cuando Manuel Ordorica y José Luis Lezama realizaron un análisis demográfico de México, auspiciado por el Consejo Nacional de Población, y llegaron a la cifra de 1.4 millones de muertos, 1.1 millones de nacimientos frustrados, 400 000 emigrados, y medio millón en error censal para un total de 3.4 millones de vidas afectadas por la revolución.

### Diferencia en las fechas
Las fuentes disponibles no concuerdan en cuanto al fin de la Revolución mexicana. Algunas fuentes lo sitúan en el año de 1917, con la proclamación de la Constitución mexicana, o 1924 con la de Plutarco Elías Calles. Por otro lado, el historiador Alan Knight, de la Universidad de Oxford, incluso asegura que terminó en los años 1940.

### Cuestionamientos historiográficos
Historiadores contemporáneos como Adolfo Gilly, Friedrich Katz, Alan Knight, Macario Schettino o Jean Meyer, han cuestionado los estudios hechos sobre esta etapa, debido a que gran parte de los mismos fueron hechos bajo la óptica fundacional del Partido Revolucionario Institucional, la institucionalización de caudillos y mitos, el hecho de que sus demandas principales no fueran satisfechas e incluso cuestionando si debe denominarse como una revolución. Gilly fue el primero en lanzar la crítica en 1974 al publicar La Revolución Interrumpida, en donde planteó que la revolución popular de Villa y Zapata fue terminada por los grupos liberales de Carranza y Obregón.

## Legado

### Cambios sociales
La Revolución mexicana conllevó varios cambios sociales. En primer lugar, los dirigentes porfiristas perdieron el poder político, aunque mantuvieron poderío económico, y las clases medias accedieron a la administración pública. “Es el momento en el que nacen el burócrata, el funcionario, el líder […]”. El ejército abrió el sistema sociopolítico y pasó a ser la institución principal de la Revolución. Este ascenso puede observarse en el porcentaje de puestos gubernamentales ocupados por militares: en el gobierno de Madero fue de 0 % mientras que en el de Calles fue de 50 a 60 %. La nueva clase dirigente incrementó su poder económico a través de propiedad de bienes raíces y algunos negocios. Sin embargo, no se convirtieron en una burguesía que invertía su capital a largo plazo sino que más bien acumulaba bienes inmuebles y gastaba en diversión y ostentación.
Por otro lado, aunque la proporción de población rural y urbana y el número de obreros y de la clase media se mantuvieron prácticamente iguales, hubo cambios cualitativos en las ciudades. Grandes propietarios rurales se mudaron a las ciudades huyendo del desorden en el campo. Algunos campesinos también emigraron a las urbes, asentándose en los barrios de la antigua élite porfirista pero manteniendo su estilo de vida rural. El nivel de vida en las ciudades creció: pasó de contribuir 42 % al producto interno bruto en 1900 al 60 % en 1940. Sin embargo, la desigualdad social era profunda.
El cambio más marcado ocurrió entre la población rural. La reforma agraria permitió a los revolucionarios poseer tierras y surgió una nueva clase de ejidatarios. No obstante, la estructura de propiedad de la tierra no facilitó el desarrollo agrícola y empobreció a los campesinos. “De 1934 a 1940, los salarios reales bajaron 25 % en el campo mientras que los salarios obreros aumentaron en 20 %”. “Faltaba el pan, no había gran cosa que vender y menos aún que comprar. […] sigue la costumbre de dormir en el suelo, […] la dieta se limita al frijol, a la tortilla, al chile; el vestido es pobre”. Los campesinos pasaron a emigrar temporalmente a otras regiones y estados para participar en la producción de ciertos cultivos donde eran frecuentemente maltratados y explotados y sufrían de enfermedades. Otros pasaron a emigrar a Estados Unidos.

### Desfile del 20 de noviembre
En 1928 se realizó una carrera de relevos para celebrar el aniversario del inicio de la Revolución mexicana, realizándose al año siguiente un desfile militar-deportivo en el Campo Militar en Balbuena. Asimismo, en 1930 se realizó el desfile en las calles del centro histórico.
En el año de 1936, por decreto del Senado de la República, el festejo se hizo oficial, aunque no fue sino hasta el año de 1941 cuando el presidente de México, en ese entonces Manuel Ávila Camacho, por primera vez encabezó el desfile.
Al día de hoy en el evento participan figuras destacadas dentro del deporte nacional (el mismo día se entrega el Premio Nacional del Deporte de manos del presidente), la Armada de México, fuerzas armadas y fuerzas policíacas.

### Museos

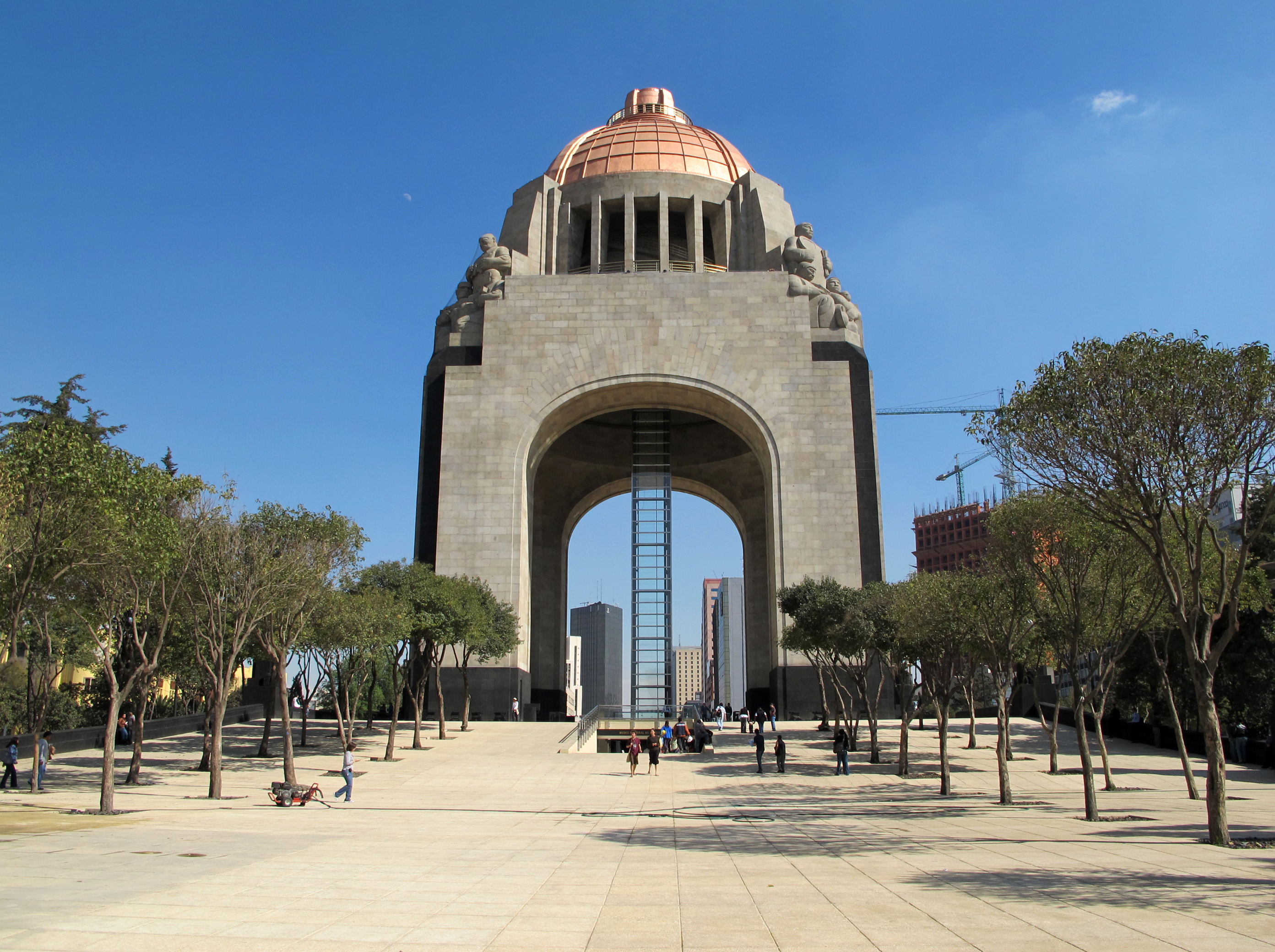
Monumento a la Revolución en la Ciudad de México.

En la República Mexicana existen varios museos y monumentos dedicados a este conflicto bélico. Algunos de ellos son:
- Monumento a la Revolución.- El monumento se encuentra en Ciudad de México, y originalmente estaba planeado para ser el Palacio Legislativo, siendo Porfirio Díaz quien puso la primera piedra el 23 de septiembre de 1910. En el monumento se encuentran los restos de Francisco I. Madero, Venustiano Carranza, Francisco Villa, Plutarco Elías Calles y Lázaro Cárdenas.[199]
- Monumento a los Defensores.- El monumento se encuentra en la ciudad fronteriza de Tijuana, y está dedicado a quienes combatieron a los soldados estadounidenses durante la revolución y con motivo del centenario del nacimiento de Francisco Villa.[200]
- Museo Nacional de la Revolución.- El 20 de noviembre de 1986 se inauguró en el sótano del Monumento a la Revolución este museo,[201] bajo la administración de Miguel de la Madrid.[202]
- Museo de la Revolución Mexicana.- Este museo se encuentra en la ciudad de Puebla, y es la antigua casa de Aquiles Serdán. En 1960 la propiedad se encontraba en remate, por lo que el entonces secretario de Gobernación Gustavo Díaz Ordaz rescató el inmueble y ese mismo año fue abierto el museo.[203]
- Museo histórico de la Revolución en Chihuahua.- El museo se encuentra en la antigua casa de Luz Corral, viuda de Francisco Villa. En dicho museo se exhibe, entre otras cosas, al automóvil que manejaba el caudillo el día de su muerte.[204]
- Museo de la Revolución.- El museo se encuentra en la ciudad de Torreón, Coahuila. Fue inaugurado en octubre de 2007 y se centra en la vida de Francisco Villa y Francisco I. Madero.[205]
- Museo de la Revolución.- Este museo se encuentra también en el estado de Coahuila, en la ciudad de Saltillo, y se centra en la vida de Francisco I. Madero.[206]
- Museo Sonora en la Revolución.- El museo se encuentra en Ciudad Obregón, en el estado de Sonora. Fue construido en la casa de Francisco Obregón Tapia, hijo de Álvaro Obregón.[207]

### Centenario de la Revolución
El 16 de junio del año 2006, mediante decreto del Congreso de la Unión, el año 2010 fue declarado como el «año del Bicentenario del inicio del movimiento de Independencia Nacional y del Centenario del inicio de la Revolución Mexicana», y el 29 de octubre de 2007, por acuerdo de la LX Legislatura del Senado de la República, se creó la Comisión especial encargada de los festejos del bicentenario de la Independencia y del centenario de la Revolución mexicana, la cual tuvo la finalidad de realizar la difusión de los procesos históricos de la Independencia y de la Revolución y la organización de eventos conmemorativos hasta el término de los festejos.

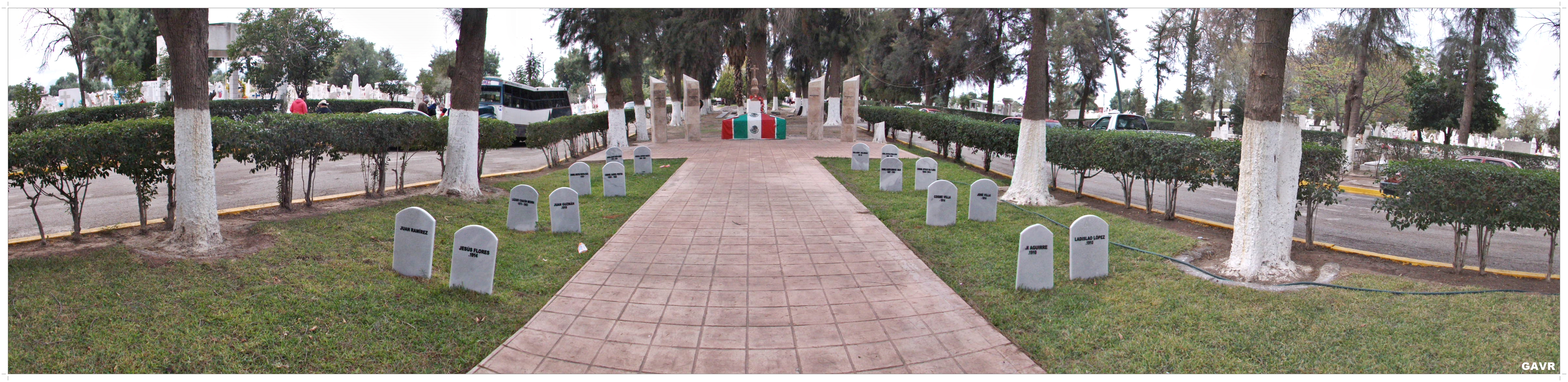
Restos de los primeros revolucionarios que se levantaron en armas ubicados en el antiguo cementerio en Gómez Palacio, Durango.

Dentro de las actividades programadas se encontró la edición de libros, foros, seminarios nacionales e internacionales, campañas publicitarias en medios de comunicación, así como la emisión de programas en radio y televisión, entre otras.
Además, para conmemorar ambos eventos, el gobierno federal erigió un monumento conmemorativo llamado Estela de luz, el cual se ubica en el paseo de la Reforma. La «primera piedra» fue colocada por el presidente Felipe Calderón Hinojosa.

## La Revolución mexicana en la cultura

### Novelas
Existe una serie de novelas que reproducen este movimiento suscitado entre 1910 y 1917, las cuales, mediante cuadros sucesivos o fotografías narrativas de lo acontecido, relatan las experiencias directas de las personas durante el movimiento. Además, cabe añadir que son las que describieron al movimiento armado desde su origen y que estudiaron analíticamente los problemas surgidos por la prosecución durante esta.
Entre los autores más señalados de este tipo de novelas se encuentran Mariano Azuela (siendo este el primer autor con su novela Los de abajo), Rafael M. Muñoz, José Vasconcelos, José Rubén Romero, Martín Luis Guzmán, entre otros.
La novela revolucionaria, como género, comenzó a escribirse en 1928 (aunque algunos escritos como los de Mariano Azuela son anteriores a esta fecha) y culminó a mitad de la década de 1940.
Algunas de las obras:
- Los de abajo de Mariano Azuela
- Memorias de Pancho Villa, La sombra del caudillo y El águila y la serpiente de Martín Luis Guzmán
- El resplandor de Mauricio Magdaleno
- Ulises criollo y La tormenta de José Vasconcelos
- Cartucho: Relatos de la lucha en el Norte de México de Nellie Campobello
- Revolución. Una novela de Arturo Pérez-Reverte

### Películas
Durante el conflicto armado muchos camarógrafos mexicanos siguieron los acontecimientos de la revolución. Uno de ellos fue Salvador Toscano, quien grabó películas cortas con su cinematógrafo Lumière, las cuales fueron unidas por su hija Carmen Toscano, responsable de culminar la película de 1950 Memorias de un mexicano. Otros realizadores fueron los Hermanos Alva, quienes siguieron a Francisco I. Madero, y Jesús H. Abitia, personaje que acompañaba a la División del Norte y filmaba a Álvaro Obregón y Venustiano Carranza, realizando Epopeyas de la Revolución, único montaje aprobado por la Secretaría de la Defensa Nacional como versión oficial.
A partir de la década de 1930 comienza en México la llamada "Época de oro del cine mexicano", período durante el cual la Revolución mexicana fue un tema recurrente. Algunas películas que destacan son:
- Cuando Viva Villa Es La Muerte, del año (1960), con Pedro Armendariz en el papel de Pancho Villa.
- Viva Villa, del año (1935), con Wallace Beery en el papel de Villa.
- Vámonos con Pancho Villa (1935) de Fernando de Fuentes.
- La Adelita (1937) de Guillermo Hernández G..
- Con los Dorados de Villa (1939) de Raúl de Anda.
- Si Adelita se fuera con otro (1948) de Chano Urueta.
- ¡Viva Zapata! (1952), con la actuación de Marlon Brando como Zapata.
- La escondida (1955) de Roberto Gavaldón y con la actuación de María Félix.
- Así era Pancho Villa (1957) con la actuación de Ismael Rodríguez.
- Pancho Villa y la Valentina (1958) con la actuación de Ismael Rodríguez.
- Cuando ¡viva Villa! es la muerte (1958) con la actuación de Ismael Rodríguez.
- La Valentina (1966) de Roberto Rodríguez.
- La soldadera (1966) de José Bolaños y con la actuación de Silvia Pinal.
- Valentín de la Sierra (1968) con Antonio Aguilar
- Zapata, el sueño del héroe (2004) de Alfonso Arau.

### Corridos

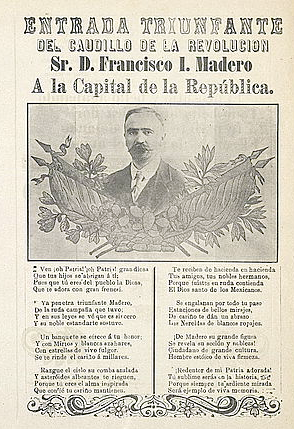
Corrido dedicado a Francisco I. Madero.

Durante la Revolución mexicana la forma musical conocida como «corrido» tuvo un gran auge. Este tipo de composiciones musicales tienen su origen en el antiguo romance español, siendo canciones que narran acontecimientos reales, dotados con visiones épicas o heroicas con respecto a los protagonistas o los acontecimientos. Es por ello que suelen ser comparados con la función de los juglares de la Edad Media.
El corrido constituyó entonces un medio de comunicación popular, por medio de los cuales se contaba la vida y obra de héroes como Francisco I. Madero, Emiliano Zapata, Francisco Villa o Felipe Ángeles.
Algunos corridos han servido de inspiración de pinturas murales en México. Dos ejemplos son los de Diego Rivera: «Las esperanzas de la patria por la rendición de Villa» y «Muerte de Zapata», los cuales se encuentran en el edificio de la Secretaría de Educación Pública.
Uno de los corridos más conocidos es el de La Adelita, cuyos versos dicen lo siguiente:

Si Adelita se fuera con otro
le seguiría por tierra y por mar
si es por mar en un buque de guerra
si es por tierra en un tren militar.
Si Adelita quisiera ser mi esposa,
y si Adelita ya fuera mi mujer,
le compraría un vestido de seda
para llevarla a bailar al cuartel.

### Adelitas

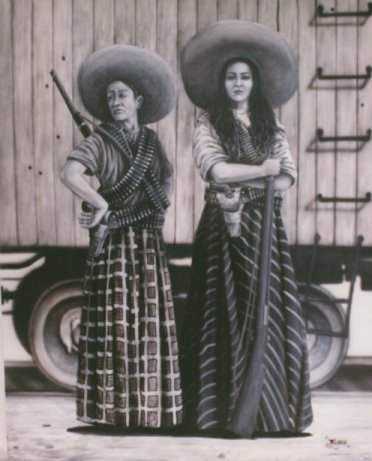
Representación de «adelitas», o soldaderas, de la Revolución mexicana.

En novelas, murales, películas y corridos relativos a la Revolución una figura muy frecuente es el de las «Adelitas» o soldaderas, mujeres que se encontraban en el campo de batalla. Aunque el término soldadera proviene desde le época de la conquista, fue durante la época de la Revolución mexicana que esta figura tuvo mayor popularidad y mayor despliegue. Las mujeres tuvieron una participación importante durante este conflicto en los campos de batalla, tanto en el ejército federal, como en las diferentes tropas revolucionarias como las de Villa, Zapata y Carranza.
Oficialmente las adelitas no tenían deberes militares, sino más bien domésticos: conseguir alimentos, cocinar y cargar bultos y armas, entre otras cosas, aunque hubo algunas que combatieron, incluso algunas alcanzaron los grados de coronel, teniente o capitán. Entre ellas destacan Margarita Neri en Guerrero, Rosa Bobadilla en Morelos o Juana Ramona viuda de Flores en Sinaloa, y María de Jesús de la Rosa "la Coronela", en Tamaulipas.
En cuanto al origen del término «adelita» para referirse a las soldaderas, Tomasa García, una veterana de la Revolución, comentó en una entrevista en 1979: «A todas nos decían 'Adelitas' porque éramos revolucionarias, éramos de tropa, pero la mera Adelita era de Ciudad Juárez. La mera Adelita esa[...] era muy valiente».

### Personajes principales
|  | Personaje              | Período | Notas |
|  | ---------------------- | --- | --- |
|  | Porfirio Díaz          | 1 de diciembre de 1884 a 25 de mayo de 1911 | Presidente de México en 3 ocasiones, del 29 de noviembre de 1876 al 6 de diciembre de 1876, del 18 de febrero de 1877 al 30 de noviembre de 1880 y del 1 de diciembre de 1884 al 25 de mayo de 1911, fecha de su dimisión y exilio. |
|  | Francisco I. Madero    | 6 de noviembre de 1911 a 18 de febrero de 1913 | Presidente de México al triunfo de la revolución de 1910. Lanzó el manifiesto conocido como Plan de San Luis, en el que llamaba a tomar las armas contra el gobierno de Díaz. Fue asesinado junto con el vicepresidente José María Pino Suárez a causa del golpe de Estado organizado por Victoriano Huerta. |
|  | Victoriano Huerta      | 18 de febrero de 1913 a 14 de julio de 1914 | Asumió la presidencia de México, después de la renuncia de Lascuráin. Junto a Félix Díaz y en alianza con Henry Lane Wilson embajador de Estados Unidos en México, habían suscrito el Pacto de la Embajada, con el cual se supondría el regreso de Díaz a la presidencia, pero este le convenció bajo el alegato de mantener así la calma con los maderistas. |
|  | Francisco Villa        | Lealtad al Antirreeleccionismo de 1911 a 1912 y a la División del Norte de 1913 a 1920                                                            | Conocido durante la revolución como «El Centauro del Norte», fue uno de los jefes de la revolución, cuya actuación militar fue decisiva para la derrota de Victoriano Huerta. Fue gobernador provisional de Chihuahua en 1913 y 1914. |
|  | Emiliano Zapata        | Leal al Ejército Libertador del Sur de 1911 a 1919 (con su muerte)                                                                                | Fue conocido como el «Caudillo del Sur», uno de los líderes militares más importantes durante la revolución, comandó al Ejército Libertador del Sur. Al estar descontento con el gobierno del presidente Carranza, se alió a Jesús Guajardo quien habría de traicionarle en la reunión del 10 de abril de 1919 en la Hacienda de Chinameca, en el estado de Morelos, donde murió emboscado. |
|  | Venustiano Carranza    | 1 de mayo de 1917 a 21 de mayo de 1920 | Presidente de México quien luchó contra el régimen de Victoriano Huerta. Durante su mandato se promulgó la Constitución de 1917. Murió asesinado en Tlaxcalantongo, Puebla, por las tropas del Gral. Rodolfo Herrero, en el curso de la rebelión obregonista. |
|  | Felipe Ángeles         | Leal al Ejército Mexicano de 1883 a 1913, al Ejército Constitucionalista de 1913 a 1914 y a la División del Norte de 1913 a 1915 y de 1918 a 1919 | Comenzó como aliado de Francisco I. Madero quien lo nombró director del Colegio Militar en 1912; al ser capturado por Huerta y condenado a muerte, se alió a las fuerzas de Venustiano Carranza, siendo nombrado secretario de Guerra y ratificado después solo como Subsecretario debido a protestas de generales rebeldes. En 1914 se incorporó a las fuerzas de Francisco Villa, como comandante de la Artillería de la División del Norte. |
|  | Pánfilo Natera         | Leal al Ejército Constitucionalista de 1911 a 1919                                                                                                | Se unió al movimiento maderista con el fin de lograr el reparto de tierras y derrocar a Porfirio Díaz, bajo el mandato de Luis Moya. Participó en la toma de Nieves, en los combates de San Juan de Guadalupe, Tlaltenango, Jalapa, Zacatecas, Morelos, Fresnillo y Sombrerete. Asimismo, estuvo presente en la toma de Torreón, con Francisco Villa, lo que le valió ser nombrado comandante militar y gobernador provisional de Zacatecas, y ante la escisión revolucionaria se alió, por corto tiempo, a las fuerzas convencionistas. Presidió la convención en Ciudad de México; a su traslado a Aguascalientes quedó a cargo del orden de dicha ciudad. El 2 de agosto de 1915 renunció como gobernador y desconoció a Francisco Villa. |
|  | Salvador Alvarado      | Leal al Ejército Constitucionalista de 1913 a 1920                                                                                                | Llevó el movimiento revolucionario al sureste de México, gobernando Yucatán en nombre del Ejército Constitucionalista de 1915 a 1918 y alimentó las arcas del propio ejército y del movimiento carrancista con los recursos provenientes de la industria henequenera, entonces en auge en la península de Yucatán. Se rebeló en contra de Álvaro Obregón tras el asesinato de Venustiano Carranza. Murió emboscado en el estado de Tabasco en 1924. |
|  | Pablo González Garza   | Leal al Ejército Constitucionalista de 1913 a 1920                                                                                                | Autor intelectual del asesinato de Emiliano Zapata llevado a cabo por el entonces coronel Jesús Guajardo. Además, participó en la insurrección maderista en 1911. En 1913 organizó las fuerzas y luchó en el estado de Coahuila contra Pascual Orozco y Victoriano Huerta. Venustiano Carranza lo designó jefe del Ejército del Noreste. |
|  | Pascual Orozco         | Leal al Ejército Mexicano de 1913 a 1915 | Fue un revolucionario mexicano que apoyaba el Plan de San Luis de Francisco I. Madero. Tras el triunfo de la revolución al lado de Emiliano Zapata se alzó contra este último y reconoció el gobierno golpista de Victoriano Huerta. |
|  | Aquiles Serdán         | 2 de noviembre de 1876 a 19 de noviembre de 1910                                                                                                  | Desde antes del inicio de la Revolución mexicana apoyó a Francisco I. Madero, el 18 de julio de 1909 fundó el club político “Luz y Progreso”; creando el semanario La No Reelección, fue encomendado por el mismo Madero para liderar el alzamiento en Puebla, sin embargo fue descubierto por el gobierno, ordenando se cateara la casa de los hermanos Serdán Alatriste, lugar en el que se desató un enfrentamiento, horas después fue asesinado por soldados que custodiaban el lugar.. |
|  | Ricardo Flores Magón   | 1 de mayo de 1892 a 21 de noviembre de 1922 | Fue escritor, ideólogo anarcosindicalista y activista político que lo llevó a participar en mítines como el realizado en el Palacio de Minería, participó en la publicación del periódico El Demócrata y más tarde el "Regeneración", "El Hijo del Ahuitzote" en el que era un duro, permanente y activo carácter crítico y de oposición contra el gobierno de Porfirio Díaz a través de artículos que lo llevaron a ser encarcelado por el gobierno. Fue un defensor permanente e incansable de los derechos de la clase trabajadora. |
|  | Álvaro Obregón         | 1 de diciembre de 1920 a 30 de noviembre de 1924                                                                                                  | Presidente de México tras la salida de Huerta, apoyó a Carranza, en la lucha contra Victoriano Huerta. Con la ruptura de Emiliano Zapata y Francisco Villa con Carranza, se mantuvo leal a este último. Fue el encargado de perseguir a Villa al norte del país, donde le derrotó en la batalla de Celaya, perdiendo el brazo derecho a raíz de una bomba. Fue asesinado por José de León Toral, el 17 de julio, en el restaurante "La Bombilla", de la Ciudad de México. |
|  | Plutarco Elías Calles  | 1 de diciembre de 1924 a 30 de noviembre de 1928                                                                                                  | Presidente de México conocido como el «Jefe Máximo de la Revolución», sucedió en la presidencia a Obregón y durante su mandato se creó el Banco de México, fundó los bancos Ejidal y Agrícola, y restauró la Escuela de Agronomía de Chapingo. Con él se inicia la llamada Guerra Cristera, jugó un papel clave en el manejo de la política en México y a dicha época se le conoció como Maximato (1928-1934). |
|  | José María Pino Suárez | 8 de septiembre de 1869 a 22 de febrero de 1913                                                                                                   | Nació en Tenosique, Tabasco, estudió la carrera de abogado. Se afilió al Partido Antirreleccionista participando en la campaña de Madero, además organizó grupos de oposición en Tabasco y Yucatán. Al estallar la Revolución fue nombrado gobernador provisional de Yucatán, dejó este puesto para ocupar el de la vicepresidencia de la República. Fue asesinado junto con Madero en Ciudad de México. |